# ウッチャンナンチャンの炎のチャレンジャー これができたら100万円!!
『ウッチャンナンチャンの炎のチャレンジャー これができたら100万円!!』（ウッチャンナンチャンのほのおのチャレンジャー これができたらひゃくまんえん）は、1995年10月17日から2000年3月28日にかけて、テレビ朝日系列で毎週火曜日19:00 - 20:00（1996年3月までは19:00 - 19:54）に放送された視聴者参加型のバラエティ番組で、ウッチャンナンチャンの冠番組でもある。略称は「炎チャレ」（ほのチャレ）。

## 概要
「ウッチャンナンチャンからの挑戦状」と称された番組考案のオリジナル競技の参加者を視聴者から募り、オーディションで選考された人が競技にチャレンジする。競技をクリアした参加者には100万円の賞金が贈呈された。
番組冒頭では本日放送する内容を紹介、BGMは映画『ゴジラ』のオープニングテーマ『ゴジラのテーマ』（作曲 - 伊福部昭）が使用された。
競技VTRの冒頭ではウッチャンナンチャンの声で意味不明のメッセージ（「我々からの挑戦状はこれだ!」という声を逆再生したもの）を発するアイキャッチの後にルール説明がなされていた。ルール説明の際には「チャレンジ指数」として、知力、運、集中力、体力、テクニック、度胸の6項目で難易度を示す六角形ヒストグラムの表示がなされていた（末期には廃止）。
番組の構成は競技の模様がVTRで流れた後、スタジオでウッチャンナンチャンやゲストのトークが行われるという形式だった。VTRを見た後実際にゲストが挑戦することもあった。競技失格時は銅鑼の音が鳴るものが多かった。
初期は、賞金獲得者（収録スタジオに来られる人のみ）はスタジオでウッチャンナンチャンから賞金をもらう形式だったが、その後はチャレンジ現場で直接賞金をもらえる形式に変わった。しかしスタジオでウンナンのインタビューを受けることは変わらず、登場時には「WINNER」のCGと王冠のアニメーションがつけられた。一般参加者に混じってゲストが競技にチャレンジすることもあり、クリア出来れば参加者同様賞金が贈呈された。
「イライラ棒」「○秒で泣けたら」などの競技は誰かひとりでも100万円獲得すると、以後の挑戦権を締め切るか、次回からは難易度がアップする仕組みになっていた。また、季節などに応じてアレンジが加わる競技もあった。
1990年代後半のテレビ朝日のバラエティ番組の看板番組として「電流イライラ棒」などのヒット企画が生まれた。1996年8月13日と2000年3月7日には、挑戦者が小学生のみの「ガキチャレ」、1997年8月5日には、新チャレ祭り、2001年1月2日には、「復活スペシャル2001」として復活特番3時間スペシャルも組まれた。
来週のときは「また来週!」、あるいは次回（特別編成等で数週間放送が空く場合）のときは「次回 お楽しみに!」のテロップ、最終回では、内村が発言した「スペシャルでまたお会いしましょう」のテロップがあった。（前述通り2001年1月2日に復活スペシャルが放送された。）

## 出演者
司会者
- ウッチャンナンチャン
  - 内村光良
  - 南原清隆

レギュラー（司会者以外）
- 加藤茶
- 久本雅美
- 柳沢慎吾（1996年1月に出演したドラマ「味いちもんめ　2京都編」、1997年1月と1998年1月に出演したドラマ「味いちもんめ　新春ドラマスペシャル」の番宣でも出演）
- 飯島愛

不定期に出演していたゲスト
- 志村けん（スーパー肝試しなど様々な企画に出演していた）
- そのまんま東（現東国原英夫）
- 定岡正二（「炎チャレドッジボール」など様々な企画に出演していた）
- 加藤紀子
- 鈴木紗理奈（1997年に当番組のエンディングテーマを担当していた）
- 美川憲一
- 岡江久美子
- 加藤晴彦
- 稲垣吾郎
- KinKi Kids
- 河相我聞
- 三田村邦彦
- 井森美幸
- 山田まりや
- 佐藤藍子
- 雛形あきこ
- 柳明日香
- 山田邦子

ドラマの宣伝で出演していたゲスト
- 松雪泰子（1997年1月に主演したドラマ「名探偵保健室のオバさん」の番宣で出演）
- 三宅健（松雪と同じく、「名探偵保健室のオバさん」の番宣で出演）
- 安達祐実（1997年7月に主演したドラマ「ガラスの仮面」の番宣で出演
- 保阪尚希（佐藤と同じく、1997年10月に出演したドラマ「研修医なな子」の番宣として出演）
- 榎本加奈子（1998年1月に主演したドラマ「おそるべしっっ!!!音無可憐さん」の番宣で出演）
- 高島礼子（1998年7月に主演したドラマ「女教師」の番宣で出演）

その他のゲスト
- さとう珠緒
- ダチョウ倶楽部
- 遠山景織子
- 爆笑問題
- シェイプUPガールズ
- C.C.ガールズ
- TIM（番組末期に出演、また初期にはチャレンジャーとしても出演していた。）
- はしのえみ
- パイレーツ[注 1]
- 安西ひろこ[注 2]
- 野々村真
- 松居直美
- 西村知美
- 貴水博之
- 極楽とんぼ（担保チャレンジの進行役として出演）

著名人チャレンジャー
- ポップコーン正一・正二
- TIM
- アニマル梯団
  - おさる（モンキッキー）
  - コアラ（ハッピハッピー。）
- 松村邦洋
- 出川哲朗
- ミハエル・クルム（レーサー・クルム伊達公子の夫）
- ペドロ・デ・ラ・ロサ（F1レーサー）
- NER（タレント）

ほか
実況（全員テレビ朝日アナウンサー（当時含む））
- 大熊英司
- 角澤照治
- 川島淳
- 国吉伸洋
- 小久保知之進
- 佐々木正洋
- 下平さやか
- 勝田和宏
- 高井正憲
- 田畑祐一
- 辻よしなり
- 中山貴雄
- 藤井暁
- 古澤琢
- 保坂正紀
- 松井康真
- 真鍋由

## 競技一覧
（★がついているものは100万円達成者が出た競技）
- 愛犬散歩で100万円★
- 巨大な鉄の下に100万円★
2メートル四方の立方体の鉄（重量1トン）が砂地に置かれており、その鉄の下に100万円の札束がある。制限時間内に、鉄の塊の下から100万円を取り出せればクリア。挑戦できる人数は、一度に3人まで[注 3]。鉄を物理的に動かす以外に、鉄そのものにダメージを与えてもいいし、鉄の周りの砂を掘るのもOK。チャレンジに必要とする道具は各自であらかじめ用意することができ、自身で持ち運びできるものであれば何を使ってもかまわない[注 4]。
ちなみに、成功した3人組は理系研究者グループであり、鉄の下を少し掘ってからてこの原理を用いて丸太で鉄を持ち上げた後、その下に別の丸太を何本も差し込んでから鉄を押すことで鉄を簡単に移動させることに成功し、わずか3分ほどで100万円を取り出してみせた。
- パチンコチャレンジ 24時間で10万発出せたら100万円
24時間以内に持ち玉を10万発まで増やせたら100万円。途中で玉がゼロになってしまった場合はその時点で失格。
- パチンコ玉1個でフィーバーさせたら100万円★
番組初期に行われた企画。文字通りパチンコ玉1個でフィーバーさせたらクリアだが、スタートチャッカー以外の入賞口に入ったら失格。1回目の収録でいきなり達成者が出てしまった。
- パラシュートキャッチ出来たら100万円★
番組初期に行われた企画。落ちてくるパラシュートをキャッチできればクリア。キャッチ出来ずにパラシュートが地面へ着地してしまった時点で失格となる。
- ペットボトルロケット 100mキャッチで100万円
番組が用意した専用噴射ノズルを取り付けた自作のペットボトルロケットを100m先にいる網を持ったパートナーへ向けて飛ばし、網でキャッチできたらクリア。挑戦できるのは1回のみ。
- 空から降ってくる100万円車でキャッチ
上空から落ちてくるパラシュートに吊るされた100万円を、車のボンネットに付けられた籠でキャッチ出来ればクリア。この競技もキャッチ出来ずに100万円が地面へ着地してしまった地点で失格となる。なお、チャレンジは一対一の対戦方式という特異な形式で行われ、対戦相手への攻撃・妨害等も可能であった。それ故スタート直後から対戦相手に激しいサイドアタックを仕掛けたり、正面衝突やフィールド外へのコースアウトによるクラッシュ等、ドラマや映画のスタントシーンさながらの場面もしばしば見られた。チャレンジには当時現役のスタントマンやプロレーサー等も多数参戦したが、目まぐるしく風向きが変わる風に流されながら落下する100万円に翻弄されるチャレンジャーが続出し、100万円達成者が出ることなく企画は終了した。
- 高度30メートル目隠し歩行ピタリ止まって100万円★
両足を縛ったうえで目隠しをした状態で、7メートル先に吊るされたくす玉に向かって30秒間の間に小刻みにジャンプしながら前進し、時間が来たところで停止して目隠しをしたまま一発だけパンチを放ちくす玉を割ればクリア[注 5]。番組最初の企画にして、最初に100万円獲得が出た企画。
- 1円玉300枚積んだら100万円★
制限時間15分以内に1円玉300枚を積んでいき、300枚すべて積んで手を放して3秒静止できればクリア。積んでいる最中に1円玉を落としたら、その時点でやり直しはできずに失格となる。
- 水中キス1分30秒出来たら100万円
男女1組のカップルが巨大水槽の中で水中キスを1分30秒出来たらクリア。挑戦者によっては水着でなくジーパンやスカート、制服など衣服着用のまま巨大水槽に潜り、全身びしょ濡れになりながら挑んだ。
- 輪投げコースター10発キメて100万円
- 自転車一本橋50メートル渡れたら100万円
自転車に乗って細い一本橋を渡り切ればクリア。
- フラフープ一本橋渡り切れたら100万円★
フラフープを腰で回し続けながら一本橋を渡り切ればクリア。
- 高飛び込み100dBAで100万円★
高飛び込みの水の音で100dBAを出せたらクリア。集音マイクは、水面から1mの位置に設置されている。小道具の使用は禁止。成功者は、100どころか117dBAを出してクリアした。
- 25m潜水暗算 正解したら100万円
25mプールの底に数字が一直線上に書かれており、潜水で進んで数字を見ていきながらたし算をして、潜水したままプールの底にある回答ボードに答えを書く[注 6]。出題される問題は、1ケタの数字10個、2ケタの数字7個、1ケタと2ケタの混ざった数字5個の計3問。制限時間はなく、回答を間違えてもいくらでもやり直しはできる。3問すべて正解するまでずっと潜水し続けないといけないルールで、途中で鼻や口が水面上に出てしまったらそこで失格。
- スーパーボウリング パーフェクトに倒して100万円★
用意された5つのピンの形[注 7]を全て倒せればクリア。チャンスはそれぞれ1回のみ。
- グラグラブロック跳んで積んで100万円★
2人一組で挑戦。フィールドの周りに様々な高さと形のブロック[注 8]があり、一人が中心の土台に乗り、もう一人がブロックを持ってきて、土台の挑戦者がジャンプして飛んでいる間にブロックを積み上げ、頭上2.5mの位置にぶら下がるボールをとれたらクリアとなる。ブロックに乗った挑戦者がボールを取るため、ブロックを積む挑戦者が積まれたブロックを押さえても良い。制限時間は1分。ボールを取れずにブロックから落下すると失格になるが、ジャンプした状態でボールを取れればその後転倒してもクリアとなる。
- ファイヤードッジボール炎チャレ最強チームに勝てたら100万円★
- ファイヤードッジボール新・炎チャレ最強チームに勝てたら100万円
番組のゲストである定岡正二をはじめ、現役アスリートを含めたスポーツ界の精鋭が「炎チャレ最強チーム」としてチャレンジャーを迎え撃つ、挑戦者は家族中心、一度100万円を献上され、スタジオトークで定岡がブーイングを受けたが、その後「新・炎チャレ最強チーム」で企画終了まで無敗記録を打ち立てた。
- SUPER川下り逃げる100万円激流キャッチ★
- プカプカステップ1/2渡りきれたら100万円★
池に飛び石が設置されており、飛び石を渡って制限時間30秒以内にゴールに設置されているゴールボタンを押せたらクリアとなる。飛び石のうち半分は固定されているが、もう半分は浮いているだけであり、浮いている飛び石を直感で避ける必要がある。コースの中間地点に赤・黄・緑・紫の4色のバーが2本ずつ、計8本のワープ回転棒があり、ぶら下がって移動するとその間残り時間の時計が止まり、飛び石に着地すると時計が再び動く。飛び石の配置上、必ずワープ回転棒を使わなければならず、4色の内正解のバーは2色、ぶら下がると紐が伸びるダミーのバーは2色で、視聴者には正解の色が表示される。浮石に乗ってバランスを崩したり、固定された石に乗っても勢い余って池に落ちると失格になるが、足が水に入っても持ち堪えるなどして完全に池に落ちなければセーフとなる。ただし、ワープ回転棒でダミーを掴んだら即失格となる。失格になると水が噴射され、さらに時間切れになると爆破としてコース全てから水が完全噴射される[注 9]。クリアしたのは後藤哲也だった。
- 10mうんてい猿に勝てたら100万円★
- スーパーしりとりキーワード言えたら100万円★
祖父と孫でチャレンジ。制限時間内にしりとりで三つのキーワードを言えればクリアとなる。語尾が「ん」で終わる単語を言ったり、前に出た単語を言うと失格となる。後にシルバーカップルチャレンジとして復活した。スタジオチャレンジでは、制限時間半減でキーワードが4つになって、そのうち1つが「ん」で終わるものになっており、ゲスト2人で挑戦する。スタジオチャレンジでも成功者が出た。
- サルが投げた皿十枚連続キャッチできたら100万円★
6mの高さのステージ上から、サルが投げる皿を10枚全てキャッチできればクリア。基本的に、サルは移動することはなく座った状態で皿を投げ続ける。1枚でも落としてしまうと失格となる。また、成功者はサルから手渡しで100万円を受け取った。
- 冷蔵庫の中からっぽにしたら100万円★
夫婦でチャレンジ。妻が調理、夫が食べる係に分担されている。刺身など調理しないで食べるものがあってもOK。冷蔵庫の中の食材を制限時間2時間内に全て消費するとクリア。
- 2時間で5kg太れたら100万円★
会場に用意されたバイキング形式の食べ物や飲み物を自由に取って飲み食いし、2時間以内に体重を5㎏以上増加させれば100万円獲得。体重は自分の好きなタイミングで測定しながら食べ進めることができ、リラックスエリアで休憩するのも自由。100万円獲得者は若い女性だった。
- カップル限定 2時間で10kg太れたら100万円★
男女カップル1組でチャレンジ。会場に用意されたバイキング形式の料理を自由に食べていき、2時間で2人合計で体重を10㎏増やせたらクリア。休憩は自由。
- 50回転50メートル走10秒で走り切ったら100万円
プールサイドで「炎の大回転マシーン」に体を固定して50回転し、回転終了後に体から固定器具を外してスタートの合図で目の前のプールの水面上に設置されている幅30cm長さ50mの「炎の一本道」を落ちずに10秒以内で走り切れたらクリア。
- 家族チャレンジ子供を電話でナビゲイトできたら100万円
- ジャイアントピアノちゃんと弾けたら100万円★
床に置かれた大きな電子ピアノのセットの上に挑戦者が乗り、鍵盤を飛び跳ねて課題曲を決められた制限時間[注 10]以内に弾き切れたらクリア。音の長さは楽譜通りである必要はないが、間違った音を出すと失格になる。また、演奏中に鍵盤から降りた場合も失格になる。毎回5音以上の遠く離れた鍵盤に飛ばなければならないエリアが用意されており、そこに跳んで行く際にバランス良く着地出来るかがポイントだった[注 11]。カップルチャレンジも存在。
- 電車でゴトン終点まで行けたら100万円★
車内に設けられた円形のステップの上に立ち、終点に到着するまでにステップから脱落せずに立ち続けることができればクリア。ただし、つり革を掴んだり、屈む行為は禁止[注 12]されている。上信電鉄や天竜浜名湖鉄道、一畑電気鉄道北松江線の車両が貸しきりで使用されていた。なお、番組内では、挑戦者の出川哲朗・ジョーダンズ達が、コント仕立てで沿線の名所を紹介した。一畑電気鉄道では、中間地点（一畑口駅）から進行方向が逆になるスイッチバックがあり、進行方向が変わっても体の向きはそのままにしていないといけないため感覚が変わる難所だった。
- 30人30ワード完璧記憶できたら100万円
- カラオケ歌詞を見ず一曲完璧に歌い切ったら100万円★
くじ引きで引いた番号を入力して流れる曲を、歌詞を一切見ずに最後まで歌いきれたらクリア。アニソン限定、小学生限定、女性限定、モノマネ限定など、さまざまな条件で開催された。記憶力や度胸が重要に思えるが、コーナー始まりの企画説明では「運」が一番大事と紹介されていた。アニソン限定の放送回では、川合俊一が一般参加者に交じって挑戦し、「科学忍者隊ガッチャマン」の「ガッチャマンの歌」を見事に歌いきって100万円を獲得した。
- ドラマ名場面完璧に演じ切ったら100万円★
- 遠山の金さん完璧に演じ切ったら100万円（カップルバージョン）
- ミエちゃんを救え!バスを力持ちが入れたら100万円★
遠足の帰りの幼稚園バスで女の子「ミエちゃん」が尿意を催したが、バスがガス欠で走れなくなり停止したという設定。その幼稚園バスを後ろから押し、ミエちゃんが尿意を我慢できる限度の10分以内に幼稚園の門に到着できたらクリア。バスには乗っている園児たちや先生の体重も加算される。
- ジャイアントパットゴルフホールインワンできたら100万円
- ハイパーなわとび2分跳べたら100万円★
5人1組でチャレンジ。挑戦する5人の性別や年齢に制限は一切なく、跳ぶ際の並び方や向く方向もすべて自由。縄回しロボが回転させるレベルは5段階で、レベル1は分速60回転（20秒）、レベル2は分速40回転〜70回転を3回繰り返す可変速（30秒）、レベル3は分速80回転（20秒）、レベル4は分速60回転〜90回転を3回繰り返す超可変速（30秒）、レベル5は分速100回転（20秒）。レベル4の超可変速が鬼門だった。
- SPEEDドミノ並べて倒して100万円★
5人1組でチャレンジ。2.7m四方の4畳半の大きさの台があり[注 13]、その台上に4000個のドミノを制限時間60分以内に並べて一気にすべて倒せたらクリア。1個でも倒れないドミノがあったり、倒れたドミノが台の外や穴の中に落ちたりしたら失格。制限時間には、並べるだけでなく倒しきるまでの時間も含まれている。通常のドミノのほかに、階段・デカドミノ・渦巻き・落下台・クルクルスロープといったギミックも用意されており、それらもすべて使わないといけない。ストッパーは使えないが、並べるときに多少倒しても時間内であればいくらでも並べ直しは可能。
- フリースロー100発100中できたら100万円
- たった一人でパーフェクトなお使いできたら100万円
- おやじのおつかいパーフェクトにできたら100万円
子供が欲しい品物をメモ書きし、父親がメモに書かれた品物を全て購入できればクリア。
- 炎チャレMISSION in Possible写真の人探し出せたら100万円★
視聴者投稿型チャレンジ。写真と3～5つからなる手がかりをヒントに、写真に写っている人を探し出す。「写真の人」には千代大海龍二と親交の深い草野球チームの監督もいた。
- 迷宮モンスタートラップ脱出できたら100万円
第1のトラップ、用水路では10箇所にあるプラグ同士を刺していき、色の組み合わせが正しければ扉が開いて次のプラグに移ることができる。間違った組み合わせを差し込むとスタート側から順に扉が閉まっていく[注 14]。第2のトラップ、モニタールームでは4ケタの数字を足して10になる[注 15]モニターを踏んでいく。後ろから迫ってくる赤い光に追い越されないように進んでいく（25秒）。第3のトラップ、大時計では30秒以内に光っていない石を踏み、かつ、秒針に触れることなく渡ればクリア。以上のトラップをすべてクリアすれば勇者の選択に挑戦することができる。5秒以内に2つのドクロから1つを引き、確率1/2で100万円を獲得する。以上のルールを、わずかなヒントを頼りにチャレンジャーが自力で気づかなければならない。江頭2：50と外国人挑戦者が勇者の選択まで到達したが、2人ともハズレを引いてしまい、成功者は現れなかった。
- 一度釣った魚、もう一度釣り上げたら100万円
- タイムリミットエレベーター最上階までいけたら100万円★
6階建てのビル「炎チャレ商事」が舞台で、チャレンジャーは取引先という設定。地下1階の受付からスタートし[注 16]、1フロアごとに制限時間15～30秒程度の競技が設定されており、フロアに到着すると同時に競技開始、クリアしてエレベーターに戻れば突破[注 17]となり1つ上のフロアに移動。これを繰り返し、5つの競技をクリアすれば6階の社長室まで到達し100万円が獲得できる[注 18]。ただし、制限時間になるとエレベーターが閉まり、先に行ってしまう[注 19]。ただし、多少強引でも閉まり切るまでに体をエレベーターに入れられればクリア扱いとなる。一般参加者のほかに、数多くの芸能人が挑戦した。進行や競技の説明は、それぞれの階に到着する直前にエレベーターガールが行うため、何の競技をするかをあらかじめ知ることはできない。受付嬢は東山麻美など数人の女性が交代で務めたが、エレベーターガールは1人の女性がずっと務め続けた。エレベーターガールは全くの無表情で淡々としゃべり、お笑い芸人が階の移動中に笑わせに行くことも多々あったが、それでも高確率で笑わない。そんな中で、ダチョウ倶楽部のリーダー肥後克広が、森本レオや名古屋章のモノマネで笑わせることについに成功し、南原が「初めて笑った！」とビックリしてVTRを見ているスタジオがどよめいた。イライラ棒とともに番組後期の定番コーナーで、成功者が1回出ても企画終了はせず複数の100万円獲得者が出ている。スタジオチャレンジでは1つの競技のみに特化して開催され、成功したら10万円獲得となった。

<タイムリミットエレベーター競技一覧>

- マシュマロキャッチ：シーソーでマシュマロを飛ばして、手を使わずに口で受け取ればクリアとなる。
- うなぎつかみ：水槽にいるうなぎを1匹捕まえて、エレベーター前の小さな水槽に入れればクリア。表示は「うなぎつかみ」だが、エレベーターガールは競技発表の際は「うなぎのつかみどり」と呼ぶ。事前に履き物を脱ぐようアナウンスが入る。うなぎを途中で落としても再び拾って水槽に入れればクリアとなる。開始からわずか6秒でうなぎを掴んでクリアした一般男子中学生（当時）もいた。
- ぐるぐるバット：指定されたエリア内で額にバットをつけて、10回まわってエレベーターに戻ればクリア。10回まわったあとにバスケットボールのフリースローを1回決めて戻らないといけないときもあった。必ず走って戻る必要はなく、エレベーターに転がり込んだり這って入ったりしてもよいし、エレベーター内であらかじめ逆回転に少し回っておくなどの工夫をするチャレンジャーもいた。早食い系の競技が前後に控えている場合もあり、その組み合わせがさらにチャレンジャーを苦しめた。
- ウォーリーをさがせ：絵の中からウォーリーを見つけ出して丸のシールを貼れればクリア。
- ゴルフパット：ゴルフボールを1つカップインさせればクリア。クラブは全てバッグに入っている中から選ぶため、ゴルフの知識がなくパットには不向きなドライバーなどのクラブを使ってしまう挑戦者もいた。ゴルフボールは5個しか用意されておらず、5回やってもうまくいかなかった場合は回収してこなくてはならない。
- あっちむいてホイ：フロアにいる外国人にあっち向いてホイで勝利すればクリア。敗北しても即失格にはならず、タイムロスになるだけである。
- 壁破り：5連続で並べられた発泡スチロールの壁を、勢いつけて突っ込み5枚すべて突破すればクリア。
- 金魚すくい：金魚を一匹すくえばクリア。ポイは1個のみ。
- フリースロー：バスケットボールのフリースローを指定されたラインより後ろから決めればクリア。
- 寿司早食い：制限時間10秒以内に寿司3貫を食べ切ればクリア。
- ケーキ早食い：3種類のケーキの中で1個食べればクリア。なお、松村邦洋が挑戦した時、チーズケーキを食べた後にもう一個のケーキを持ち帰りしてクリアした。この他にも大福早食いなどもあり、3つのうち1つがカラシ入りとなっているケースも多々あった。
- わんこそば早食い：わんこそば3杯を口に入れて戻ればクリア。
- ニワトリつかみ：ケージに入ったたくさんのニワトリから1羽をつかんで、もう1つの空のケージに移せばクリア。
- 目覚まし時計止め：たくさんの目覚まし時計が並んでいる中から、ベルを鳴らしている時計を見つけ出してベルを止めればクリア。
- つるつるお引越し：滑りやすい床にある段ボールを規定数積み上げられればクリア。事前に履き物を脱ぐようアナウンスが入る。
- ゆで卵立て：高さの異なる細いパイプ5本が固定されており、その上にゆで卵を1つずつ合計5つ立てればクリア。5階限定のゲームである。
- 空き缶積み：350mlサイズの10個の空き缶を縦一列に積めればクリア。簡単そうに思えるが、制限時間内に10個を倒れないように積むのはかなり難しい。5階限定のゲームである。
- ボウリング球積み：ボウリングの球を3つ積めればクリア。1つ目は球がはまる筒の上に置き、その上に2つ目と3つ目を積んでいく。指を入れる穴をうまく利用するのがコツ。5階限定のゲームである。
- 皿回し：3本の固定された棒の上に、それぞれ1枚ずつお皿を落ちないように回して置ければクリア。ただお皿を回すだけでは棒にうまく乗らず、皿の中心を棒の先に丁寧に当てて回すとうまく乗ることに気づけるかがクリアのカギ。5階限定のゲームである。

上記以外にも様々な競技が存在し、毎回構成が変わるのが特徴であった。また、同じ競技でも登場する階数によって制限時間が異なる場合もあった
- 100秒チャレンジ全部クリアできたら100万円★
3つのお題のチャレンジを合計100秒以内に全てクリアできたら100万円獲得。チャレンジとなるお題は、「ハラハラ糸通し」「ハラハラお片付け」「ハラハラくしゃみ」「ハラハラつまようじ」「ハラハラお豆」「ハラハラトランプ」「ハラハラケーキ」など、全て「ハラハラ」がついた名前が付けられている。何をするかは、1つ1つのチャレンジに使うものが目の前に現れるまでわからない。1つクリアするごとにボタンを押すとタイマーが止まり、次のチャレンジが発表される。
番組が終了する直前時期の名物コーナーであり、毎週のように放送されていた。100万円獲得者が出ても続けられ、複数の100万円獲得者が誕生した。また、スタジオチャレンジでも定岡正二が100万円を獲得した。
- 街角ドリブル100人連続パスできたら100万円
制限時間1時間の間に、街中でバスケットボールをドリブルし続け、通行人にボールをドリブルしながらパスし、相手が受け取ったボールを地面についてから戻してもらうのを連続100人できたらクリア。ドリブルやパスをミスしたらそこで失格。トイレに行きたくなったときもドリブルを途切れさせられないため、パスした通行人にしばらくドリブルしていてもらうケースもあった。
- 回転すし一周全部食べ切れたら100万円<ver1 - 3>★
20種類のネタをコンベアに設置されたゴールゲートを通過する前に完食し[注 25]、最後に流れていく100万円の札束[注 26]を取ったらクリア[注 27]。ネタがゴールゲートを通過したり、口に入れたネタを吐いてしまったり、味噌汁やわんこそばなどの汁物を取る途中でこぼしてしまった場合は失格。ゴールゲート通過前であっても一度流れたネタをゲートから遠い位置に置いた場合も反則行為として失格となる。なお、プリン・かき氷・ミカン・ゆで卵・そば・味噌汁またはわんこそばなど寿司ではない食べにくい食べ物がトラップとして用意されている[注 28]ほか、終盤にはわさびが大量に仕込まれた赤貝が流れてくる[注 29]。最後のネタは大トロがほとんどで、大トロを口にしながら100万円を手に取った成功者もいた。後に秋の味覚編★[注 30]や女性限定で「回転ケーキ一周全部食べ切れたら100万円」★[注 31]や子供の好き嫌い克服を兼ねた「回転お子様レストラン残さず食べたら100万円」、くさや・納豆など日本独特のものがトラップとして挟まれた「回転すし一周全部食べ切れたら100万円 外国人Ver.」とシリーズ化された。
- スーパー強力ゴム10秒でKissできたら100万円<ver1 - 3>★
ver2では床にベルトコンベアーが設置され、ver3は床にトランポリンが設置された「スーパー強力ゴム空中でKissできたら100万円」になった。
- 町のそっくりさん5人正解できたら100万円
- ヤクルトスワローズから盗塁できたら100万円
- 炎チャレラーメン戦争売り上げ達成できたら100万円★
- 凸凹ピンポンラリー10回できたら100万円
2人1組で挑戦。カトリーヌあやこ作のウッチャンナンチャンの似顔絵を3Dデザインした卓球台で、10往復のピンポンラリーができればクリア。5往復を超えると、ウッチャンサイドの鼻とナンチャンサイドの眉毛がそれぞれ動く。日本代表選手の経験者が挑戦したりもしたが、100万円獲得ペアは現れなかった。
- お着替えピンポンラリー完璧にできたら100万円
2人1組で挑戦。くじ引きで引いて着替えるコスチュームを決めて、制限時間5分の間に卓球のラリーをしながら2人それぞれが後ろの台に置かれているコスチュームを手に取りながらきちんと着替えられたらクリア。ラリーをミスしたら、その時点で失格。
- ダジャレコンベア10連発で100万円★
コンベア上にお題となる品物が流れてきて、次が出てくるまでにその品物の名称でダジャレを言う。10連続でダジャレを言えたら100万円獲得となる。一緒に流れる札に品名が書いてあるので、解釈によって言葉を変えることはできない[注 32]。審査員が3人いて、何か言ったとしても3人全員が認定しなければならず、1人でも不認定なら失格[注 33]。
- 子供デート彼女をちゃんとエスコートできたら100万円
4 - 5ヶ所からなるデートスポットを回り、夕方までに男の子と女の子のデートが成功すれば100万円獲得。途中お邪魔キャラとして「道をたずねるおばさん」などが登場した。
- 夏休み小学生チャレンジ10万個ドミノ並べて倒して100万円★
- 視聴者投稿チャレンジ穴あきボート岸までたどり着けたら100万円
2人1組で挑戦。100m先のブイを折り返して戻ってくる（全長200m）のが目的だが、ボートの底に8箇所の栓がしてあり、10mで2箇所、50mでさらに2箇所、90mで残り4箇所の栓がそれぞれ外れ、水が入ってくるのをバケツでかき出しながら進まなければならない。沈没するとその時点で失格となり、テレビ放送画面には「沈」の文字が大きく表示される。ちなみに、このチャレンジを考案した視聴者には、謝礼として10万円が贈られた。
- ツーショットチャット見知らぬ相手にキーワード言わせたら100万円
2人1組で挑戦。挑戦前にくじ引きでキーワードを決めて、チャットルームでランダムでつながった相手に制限時間内にキーワードを打たせればクリア。制限時間は、チャットの相手が一言目を打ってから10分間となる。挑戦者2人でどう切り出すか相談しながら進められる。キーワードを見た上で、チャットの相手の性別は選ぶことができ、自分の性別を偽っての挑戦もOK。制限時間内にキーワードを言わすことができなかったり、チャットの相手が途中退室してしまったら失格。
- 列島縦断・宝探し3日間で見つけられたら100万円★
SP放送での1本のみの企画で開催された。4人の家族や親族で組まれたチャレンジャー3組が同時に挑戦する。72時間以内に日本のどこかに隠された宝[注 34]を見つければクリア。宝の隠し場所のヒントとして、写真3枚[注 35]、場所について暗号で書かれたメッセージ、現地の方言で話す老婆の声が入ったテープ、この3つのアイテムが渡される。挑戦者3組は、それぞれ渋谷、新宿、池袋と違う場所からスタートし、最初は自分たちのほかにもチャレンジャーがいることは知らされない[注 36]。交通費や道具の購入など、途中でかかる経費に制限はない。
- 幸運のサポーター最後まで当てたら100万円★
SP放送での1本のみの企画で、神奈川県横浜市の横浜アリーナにて日本全国から8,164人ものチャレンジャーが集まって開催された。9人ずつの芸能人で構成された内村チームと南原チームとでさまざまな対決を行い、チャレンジャーは対決の勝敗予想を当てられたら勝ち残るサドンデス方式。当て続けて最後の1人になったチャレンジャーが100万円獲得。結果、第10対決を終えたところでチャレンジャーが残り1人となった（チームごとの勝敗数は、内村チーム6勝、南原チーム4勝）。100万円を獲得した男性は夫婦で参加していて、第9対決まで夫婦ともに残っていた。
- お宝100万円がっちり買って100万円
2人1組で挑戦。台の上に並べられたたくさんの品の中から制限時間30分以内に値段を予想しながらいくつか選び、選んだ品の価値の合計金額が100万円ピッタリだったらクリア。制限時間の終了後に選んだ順に1品ずつ金額が発表され、合計金額が電光掲示板にプラスされながら表示されていく。金額発表の途中で100万円を超えてしまう、または全品の金額が発表されて合計100万円未満だったら失格[注 37]。挑戦者は2人とも白の手袋をして、電卓を1つ渡される。基本的に、挑戦者は品に触らずに台に置かれたり壁に掛けられたりしたままの状態を見るだけで判断し、各品につけられている番号札から「○○番、○○万円」と指差しながら予想金額を言って選んでいく。貴重な品もあるため、不用意に触ると会場にいる警備員から注意されることもある。品物を近くで見たいときは、警備員にお願いして手に取ってもらい間近で見ることができる。並べられている品物のジャンルは、掛け軸・絵画・壺などの骨董品、レトロ玩具、有名人のテレフォンカード、ヴィンテージジーンズ、スポーツグッズ、腕時計、金色の品（純金？金メッキ？）など多岐に渡る。品物の値段は、1つ1000円（贋作）から1つ100万円まで1000円単位の金額で設定されており、選ぶ品物のジャンルや個数はチャレンジャーの好きなように選んでOK。
- ニュースキャスターになれたら100万円★
架空のニュース番組「炎チャレニュース」のキャスターとなり、その場で渡されたニュース原稿を制限時間1分以内に完読できたら100万円獲得。制限時間内に最後まで読み切れなかったり、一字でも読み間違いがあったりしたらそこで失格。お題となる原稿の文章は、ジャンルに関わらず「ただいま入りましたニュースによりますと、」で始まる[注 38]。読むニュースのジャンル[注 39]は、チャレンジ直前にくじ引きで決める。挑戦者の隣には飯村真一アナウンサーが座っており、チャレンジ開始時に「こんばんは。炎チャレニュースの時間です」と言ったり、挑戦者に原稿を渡したり、挑戦後に感想を聞いたりした。番組後期の人気名物コーナーの1つとなり、ほぼ毎週のように老若男女たくさんのチャレンジャーが挑戦したが、成功者がなかなか出なかった末にようやく成功者が1人現れた。しかし、スタジオチャレンジでは久本雅美と田代まさしの2人が連続して成功してしまったときがあり、一般人がスタジオでテレビカメラを前にした環境で原稿を読むことの難しさを物語ったコーナーでもあった。
- 家族チャレンジお父さんをスーパーモデルにさせたら100万円
- 家族で記念写真 ちゃんと写れたら100万円
3世代5人の家族でチャレンジ。三脚に固定されたカメラのセルフタイマーをセットしてシャッターを押し、5秒後にシャッターが切れるまでに目印に1つ置かれた丸椅子の付近まで全員で走って振り返ってみんなが笑顔とピースで写れればクリア。5人全員が全身を写真内に収めて笑顔とピースをしていないと失敗。丸椅子には、誰かが座ってもいいし誰も座らなくても構わない。走り出すときは、5人のうち1人が掛け声をかけながらシャッターを押してタイミングを好きなように図ることができ、親が子供をおんぶ・抱っこして走るのもOK。
- フーフーペーパー1分間吹き続けたら100万円<ver1 - 2>★
5m50cm四方のエリアから出ないようにティッシュペーパーを息だけで1分間空中にとどまらせる。一般挑戦者が100万円獲得した当日のスタジオゲストチャレンジにて、猿岩石の森脇和成もクリアしており、100万円獲得者が2人出たチャレンジとなった。ver2では難易度がアップされ、残り20秒になるともう1枚ティッシュが降って来る内容になった。
- 内村光良 5時間以内に捕まえたら100万円★
- リクエストボウリング 全部倒して100万円★
一投ごとに指定された本数のピンを倒す[注 40]。倒したピンの数が、指定された本数より多くても少なくても失格。5連続でクリアすれば100万円[注 41]
- リクエストビリヤード 全部ポケットして100万円★
- リクエスト100m ぴったり走って100万円★
最初は自分のタイミングでタイマーをスタートしてストップをする[注 42]。タイマーを止めたら、時計に表示されたタイムを見て、次に100mタイムを計測。1/10秒まで同じタイムでゴールできたらクリアとなる。基本は、自分の100mタイムをうまくタイマーに出して、その後に100mを全力で走るやり方になる。走るときは、タイムの調整のためにゴール直前で止まって少し足踏みするなどもOK。夏場の暑い日でも行われており、新体操部に所属する現役の女子大生がハイネックの長袖レオタードにジムシューズ姿で全速力で走りぬいたこともあった。放送4週目で100万円獲得者が出て、成功したのは男性である。
- 800m1分切れたら100万円
- お料理レシピ全部当てたら100万円
5つのボックスから1つを選び、ボックスから出てきた料理を30秒間だけ試食したあと、使われている食材や調味料[注 43]を口頭で全て答える。試食後に料理は回収されてしまうため、記憶力も必要になる。答えるのに制限時間はないが、2回間違えたら失格。後に、同様の企画が『『ぷっ』すま』でも行われた。
- コロコロボール完全攻略できたら100万円<ver1は★>
2人1組でチャレンジ。2本の長い金属棒の両端をお互いが持ち、棒の間にボウリングサイズの玉を乗せて運ぶ。制限時間は3分で、その間に5つあるゴールデンホールに玉を乗せられたらクリア[注 44]。ボールを7個中3個落としたら失格。また、棒に乗せているボールが棒の片方に寄り過ぎて端にぶつかると、それまでノーミスだったとしてもその時点で失格となる。歴代の企画の中では比較的やさしめの難易度で、ウッチャンナンチャンも挑戦してラスト1個の惜しいところまで行った。
- スタントカー合体できたら100万円★
ペアチャレンジ。2000cc6気筒エンジンクラスの廃車のセダン車を2台使用し、時速40キロ以上で走らなければならない先行車と、それを追いかける後発車で、連結器具をうまく合体できればクリア。合体する前にコースを走りきってしまったり、先行車が時速40キロを下回ると爆発して失格になる。
- ツボ指圧ガマンできたら100万円★
身体の各部位ごとに担当指圧師が用意されており、ステージごとに指圧師を選択、一定時間（10秒）全く声を出さず、それを5ステージ耐え切ればクリアとなる。放送1週目で100万円獲得者が出てしまった。
- ウッチャンナンチャンを笑わせたら100万円
視聴者から送られたホームビデオをウッチャンナンチャンが見て、2人とも笑ったら投稿した視聴者に100万円が贈られる。ウッチャンナンチャンは2人それぞれ専用のブースに入っており、笑った場合にはブースの電飾が光るようになっている。ホームビデオの内容は、一発芸を披露するものや、偶然撮れたハプニング映像など、なんでも可。特番ではホームビデオではなく、ウッチャンナンチャンの前にお笑い芸人が出て一芸を披露し笑わせるのを目指すスペシャルチャレンジとしても行われた。

### 電流イライラ棒シリーズ
金属製コースフレームに電極棒を入れ、その電極棒をコースフレームや障害物に当たらないようにゴール地点まで持ち運ぶというゲーム。難易度の高さ故、この競技のみ特番では300万円まで賞金が増額した。
炎チャレ第1回目から登場している定番企画。
クリアされるたびに幾度となくバージョンアップされ、商品化やテレビゲーム化もされた。
ほぼ毎回、ゲストチャレンジも行われ、さまざまな名物を生んだ。
- 基本的な流れは、内村「ready go!!」[注 46]→南原[注 47]→シグナルスタート
- 芸能人で高記録を数々収めていた柳沢慎吾は「先生」のニックネームで呼ばれ、シリーズ最終回では柳沢だけでゲストチャレンジも行われた。

### その他マシーン物・障害物シリーズ
- スーパーうんてい完全攻略できたら100万円★
- ウルトラうんてい完全攻略できたら100万円
掴むバーが動くなど、さまざまな仕掛けがある特製うんていをゴール地点まで渡っていくイライラ棒の後継企画。制限時間は1分30秒。イライラ棒に倣って、この企画もウッチャンゾーンとナンチャンゾーンに分かれており、さらに中間地点(スパイダーゾーン)にも仕掛けが用意されていた、中間地点をクリアできなかったら失格のルールはその後、イライラ棒USAに引き継がれた。
スーパーうんていの初登場時には総工費に1億円がかかっていると明かされたが、放送5週目にて早くも消防士によりクリアされてしまい。難易度アップのウルトラうんていは成功者は現れなかった[注 48]。
- プルプルりきみ缶ゴールできたら100万円★
2人1組で挑戦。8個の空き缶を缶3個分の取っ手で挟んだ物[注 49]を崩さないように押さえながら、制限時間内に数々の障害物を越えていく。ただし、空き缶は固定していないので、空き缶の両端にいる挑戦者が力を加えていないとバラバラと崩れてしまう。もちろん、崩れたらその場で失格。前半のファーストステージと後半のセカンドステージに分かれており、中間地点では缶を台のくぼみに置いて休憩することができる[注 50]。制限時間は全体で2分だが、1分以内に中間地点の台に缶を置けなければ失格になる。企画の開始当初は、ファーストステージをクリアする挑戦者さえ現れない状況が続き、途中でしばらく企画自体が休止になっていた。しかし、復活後には研究されてセカンドステージへ進む挑戦者が何組も現れ、最終的に鳶職人の2人組が成功した。
- 熱帯電流ハラハラボール3分でゴールできたら100万円★
足元が不安定な道を、目の前に吊るされたボールを揺らさないように進んでいく。ウレタン障害直後の段差という公式には難所として紹介されていないポイントで、思いがけないほどの人数のチャレンジャーが脱落した。
- 竜巻回転グルグル棒よけ切れたら100万円<ver1 - 3>★
様々な位置に配置された棒が付いた上下の回転体が時計と逆方向に回転しており、挑戦者は待機所でタイミングを計ってチャレンジフィールドに入り、入った所から時計が動き、開始から15秒後に上部の回転体が時計回りに逆回転する。棒に当たらないように飛び越えたり避け続けて30秒間棒に当たらなければクリア。ver2では15秒経過するとグルグル棒がスピードアップ＆上半分が逆回転を始めるようになり、ver3は「砂のトルネードver」と名づけられ、チャレンジャーが乗る土台の位置が高くなり、グルグル棒の配列も変化した。
スタジオチャレンジでは、池谷幸雄が成功して100万円を獲得している。
- まばたきガマン列車一周できたら100万円★
遊園地にあるような1人用の豆電車に乗り、顔を固定した状態で座る。その体勢で豆電車が走り出し、1分間かけて1周まわって戻ってくるまでに両目ともまばたきを1回もしなければクリア。途中に、ビックリガス[注 51]、トルネード[注 52]、岩[注 53]、バズーカ[注 54]、ストロボ[注 55]、ビックリ箱[注 56]の6つの障害がある。目を閉じさえしなければ、目を細めるくらいはOK。1分間まばたきをガマンすること自体が難しく、スタート直後にまばたきしてしまうチャレンジャーもいたが、2回目の開催で成功者が出た。
- フーフーボール完全攻略できたら100万円
イライラ棒のピンポン玉版。コースを外れないようにピンポン玉を長い管を使って息で吹いて転がしながら、ゴール地点まで運ぶ。中間地点ではタイマーが止まり、酸素吸入の休憩ができる。しかし、あまりの難易度の高さのため、クリアどころか中間地点後の最初の難関であるプレスゾーンを突破した人すら現れなかった。
- ひらひらペーパー箸でキャッチできたら100万円★
天井に設置されたUFO型のマシーン「マザーシップ」からランダムに落とされる薄い紙を地面に落ちる前に、箸でキャッチする。これを3回連続で達成出来ればクリア。中には大学時代に新体操で着用した黒の長袖レオタードを着用し、ハーフシューズまで履いて長い髪を後ろに縛った格好で挑戦した30代の一児の母親もいた。落下物が落下傘付きハットになった兄弟版「フワフワハット全部かぶれたら100万円」もあった。
- ナンバラ先輩の特訓に耐えたら100万円★
ピッチングマシーン「ナンバラ先輩」[注 57]からランダムに発射される野球のボールを30球キャッチすれば100万円獲得。最初はナンバラ先輩は正面を向いているが、成功数が10球を超えるとナンバラ先輩が左右に首を振り始めて発射範囲が広くなり、さらに成功数が20球を経過するとナンバラ先輩の怒りが頂点に達し、ボールが発射される範囲がさらに広くなる。3球取り損ねると失格。一般参加者だけでなく、プロ野球選手も数多く挑戦した。
「ナンバラ先輩」には音声が付いていて、チャレンジ開始前に挑戦者に意気込みを聞いてくる。弱気な発言には「出直して来い」と活を入れてきて、チャレンジ失敗の場合は記録によって音声が変わる。一定の数字に満たない場合でも「出直して来い」と活を入れる。
- ツルツルストリート転ばずゴールできたら100万円<ver1 - 2>★
ベビーオイルの塗られたウレタンのコース[注 58]を滑って転ばずにゴールまで到達できればクリア、制限時間は30秒。ver2ではS字スラローム障害が坂道障害になり、飛石障害物が山型障害物に変化した。
- ドキドキパズルゴールできたら100万円<ver1 - 2>★
チャレンジャー1人が床に敷き詰められた溝つきのパネル15枚をスライディングブロックパズルの要領で動かし、動くマシーンに乗ったもう一人をゴールに導く、制限時間は2分。マシーンのスピードは遅く、あまり長いルートを通ると間に合わない。ver2では溝の無いパネル1枚が配置されるようになった。いずれも4週目で攻略された。なお、クイズ王の永田喜彰も挑戦したが失敗している。
- グラグラエッグ　全部キャッチしたら100万円
チャレンジャー二人が卵を模した揺れる台に乗り、一人が投げた生卵をもう一人が10個連続で割らずにキャッチできればクリア。ただし、落としてしまったり、割ってしまった地点で失格。

### 肝試しシリーズ
- スーパー肝だめし泣かずにゴール出来たら100万円★
10歳以下の幼い兄弟か姉妹2人1組で挑戦する、第一回[注 59]と完結編[注 60]はレギュラー放送、その他の回は3時間スペシャル限定のチャレンジ[注 61]。指定されたコースを進み、ダミーゴールを回避して時間内にゴール出来れば100万円を獲得できる。ただし、2人のうちどちらか1人でも途中で泣いてしまうとその時点で失格になる。また、泣いていないとしても、クイズやパズル、運試しの関門で複数回間違えたり、失敗したり、うんてい等の運動系の関門で下に落ちたりした場合も失格になる。最初は純粋にチャレンジャーを脅かす関門が多かったが、回を重ねる内にクイズや運試しの関門が増えたり、2人を離れ離れにするなど凝った関門が増えた。また、スペシャルではウンナン・久本雅美・加藤茶・志村けんなどの芸能人が脅かし役かつ人質役として参加した[注 62]。
当番組の放送終了後、共通の作家が担当していた『ガキバラ帝国2000!』（TBS）の中で、「ガキオハザード」というタイトルでこの企画のリメイク版が制作された。
- 炎チャレパニックルーム　10個の恐怖の現象が起こる部屋に5分間居続けたら100万円★
- 炎チャレ恐怖の館　泣かずに朝日を見られたら100万円★
ドロンズが主を務める屋敷に5組の子供チャレンジャーが招待され、朝を迎えるまでに襲い掛かってくる数々の恐怖に耐え、最後まで泣かなかったら100万円獲得となる。

### 担保チャレンジ
極楽とんぼと栗林知美がサラ金の取り立て屋とその愛人に扮して担当。2人がチャレンジに挑戦する家庭を訪れ、訪問された家族はそこで初めてチャレンジ内容を聞かされる。チャレンジに必要な現金を受け取るかわりに、その担保として自宅にある同程度の価値のある品を預ける。制限時間以内に課題を達成できなければ100万円を獲得できないだけでなく、罰則として2人に担保の品を没収される。
- 担保チャレンジ 野生の白猿3日間で写真に収められたら100万円（チャレンジ資金20万円）
- 担保チャレンジ 24時間で1歳から100歳までの写真を撮れたら100万円（チャレンジ資金5万円）★
- 担保チャレンジ 2日間で写真の場所探し出せたら100万円（チャレンジ資金25万円）★
- 担保チャレンジ 家族の思い出アルバム24時間で完成できたら100万円（チャレンジ資金15万円）
- 担保チャレンジ 3日間でSPEEDの同姓同名探し出せたら100万円（チャレンジ資金50万円）
- 担保チャレンジ 3日間でSMAPの同姓同名探し出せたら100万円（チャレンジ資金50万円）
- 担保チャレンジ 48時間で卒業写真を再現できたら100万円（チャレンジ資金10万円）★
- 担保チャレンジ 食べ物しりとり24時間で50品食べきれたら100万円（チャレンジ資金5万円）★
- 担保チャレンジ 3日間でカジキマグロを捕まえてきたら100万円（チャレンジ資金50万円）★番組初の担保チャレンジ

### 突然チャレンジ
街頭で参加者を募って行われる。何を行うかは挑戦直前まで知らされない。
- 突然チャレンジ 連想キーワード連続10人で100万円
- 突然チャレンジ 即席カップルで3つのチャレンジクリアーできたら100万円
- 突然チャレンジ 街中で10秒で泣けたら100万円★

### 抜き打ちチャレンジ
本来は、予め募集告知でチャレンジ内容を知ってから応募→挑戦するが、このチャレンジは挑戦直前まで競技内容が知らされない。
- 抜き打ちチャレンジ 仮免テスト合格できたら100万円
- 抜き打ちチャレンジ 妻の事全部答えられたら100万円
- 抜き打ちチャレンジ 娘の事全部答えられたら100万円
- 抜き打ちチャレンジ 卒業生からの作文先生が泣けたら100万円
- 抜き打ちチャレンジ 家族の手紙で全員が泣けたら100万円
- 抜き打ちチャレンジ 48時間で結婚できたら100万円
- 抜き打ちチャレンジ カミさん大変身ナンパされたら100万円
- 抜き打ちチャレンジ オヤジの欠点全て言えたら100万円
- オヤジ抜き打ちチャレンジ 娘の彼氏見つけ出せたら100万円

### …になれたらシリーズ
題材になっている人物（キャラクター）の映画のシーンを再現した5つの関門をクリアすれば100万円を獲得。司会者である内村も一部企画にチャレンジャーとして参戦した。
- 平成のブルース・リーになれたら100万円
- ジャッキー・チェンになれたら100万円
- マトリックスになれたら100万円
- ルパン三世になれたら100万円

### セクシーアイドル限定チャレンジ
スペシャル放送の際に行われることが多かったシリーズ。全競技においてプールで行われる。ほとんどの回でチャレンジャーの水着が外れるというアクシデントが起こった。
- 素潜り漢字書き取り10個かけたら100万円
- 水中古今東西10個書けたら100万円★
- 水上グラグラブロック飛んで積んで100万円
- 水上ロデオ乗り続けたら100万円
- 水上ウルトラ大斜面登り切れたら100万円★
このチャレンジはスペシャル回のみの放送に留まらず、一般人の女性も参加可能なオープンなチャレンジとなって通常放送回でも行われた。最終的に唯一クリアしたのは、当時小学生の女の子であった。
- 水上ツルツルストリートゴールできたら100万円
このチャレンジのチャレンジャーの中で、1998年当時放映されていた『星獣戦隊ギンガマン』のサヤ（ギンガピンク）を演じた宮澤寿梨も挑戦した。場所は東京サマーランドや平和島公園にある屋内プールで使われた。
- 逃げる100万円水上キャッチ

### 小学生クラス対抗シリーズ
- 小学生クラス対抗30人31脚50m走10秒切れたら100万円★
このチャレンジをクリアした静岡市立服織小学校6年1組は、小学生クラス対抗30人31脚第一回全国大会でも優勝した。そのときの優勝タイム9秒23を切ることを目標にした「小学生クラス対抗30人31脚50m全国大会優勝チームに勝つことができたら100万円」というチャレンジが後に始まった。
- 小学生クラス対抗20人バタ足30秒切れたら100万円★
紐で一列に繋がれたビート板を持ってバタ足する。先頭の一人が30秒以内に25メートルプールのゴールにタッチできればクリア。夏限定のチャレンジだが、放送2週目で100万円獲得者が出た。
- 小学生クラス対抗400メートルリレー30人で1分切れたら100万円★
30人全員が一度はバトンに触れなければならないが、バトンに触れさえすれば全く走らずにすぐ次の走者に渡す配置でもOK。足の速い生徒にどれだけ走らせるかなど、走者のコース配置がカギとなった。
- 小学生クラス対抗30人ハイパーなわとび1分飛べたら100万円
前述の5人1組で参加形式のハイパーなわとびとルールはほぼ同じだが、時間が半減し、縄の速度も遅くなっている。

### 赤ちゃんシリーズ
お父さんやお母さんが赤ちゃんを導き、見事ゴールできたらクリアというシリーズ。赤ちゃんが参加する都合上、他の競技よりも制限時間は長めに、コースは短めに設定されている。赤ちゃんハイハイはver5まで行われ、番組の名物コーナーの一つであった。
- 赤ちゃんハイハイ ママのところまで行けたら100万円<ver1 - 5>★
おもちゃ、テレビ、哺乳瓶、踏切、偽ママなどのトラップに惑わされずにスタートからゴールまでハイハイで進む。「たっち」は即失格。
- 新・赤ちゃんハイハイ ママのところまでゴールできたら100万円
- 赤ちゃんヨチヨチウォーカー パパを助けて100万円★
歩行器に乗っておもちゃ、テレビ、哺乳瓶、踏切などのトラップに惑わされず、さらに歩行器をコースの両端の壁に接触させずにスタートからゴールまで進む。歩行器が壁に接触した時点で失格になる。また、歩行器から降りてしまった場合も失格になる。
- 赤ちゃん炎チャレグランプリ 30秒でゴールできたら100万円★

### バンジージャンプシリーズ
番組開始当初と番組終了直前末期によく行われ、特に末期は100万円成功者が任意で続けてもう1回挑戦することも可能であった。この場合、成功すれば倍額の200万円獲得になるが、失敗すれば半額50万円となる。
- 高度10m目隠し歩行ぴたり止まって100万円
番組最初の競技。バンジージャンプのゴムをつけ、目隠しで高さ10mの一本橋を端まで感覚で歩き、くす玉[注 68]をパンチで割れたら100万円。
- 流れるスイカ バンジージャンプで割れたら100万円
- 流しそうめん バンジージャンプで食べられたら100万円
- 流れる桃 バンジージャンプで割れたら100万円
- 流れるケーキ バンジージャンプでロウソク立てられたら100万円
- 流れる瓦 バンジージャンプで割れたら100万円★（さらにもう1回チャレンジ成功で200万円獲得が出た）
- 流れる100万円バンジージャンプキャッチ★
- バンジージャンプでけん玉できたら100万円
- バンジーサンタプレゼント届けられたら100万円★

### 一ヶ月連続チャレンジシリーズ
番組末期のメイン企画の一つ。グループで挑戦して、一か月間あることをし続けるもしくは一か月以内に目標を達成できれば100万円を獲得する。ただし、一日でも出来なかった場合、その時点で失格となる。この競技では、番組特製の時計が使用される事もあった。
- 100日連続チャレンジ 家族そろって夜7時に「いただきます」言えたら100万円（連続チャレンジシリーズの最初）★
- 50日間連続チャレンジ 家族そろって50kgやせたら100万円★
- 一ヶ月連続チャレンジ 夜7時にいつもの場所でKISS出来たら100万円★
- 一ヶ月連続チャレンジ 朝6:30に会社でラジオ体操出来たら100万円★
- 一ヶ月連続チャレンジ 応援団旗上げ続けたら100万円★
- 一ヶ月連続チャレンジ 部員全員で毎朝7時に練習できたら100万円★
- 一ヶ月連続チャレンジ ワンちゃん完璧にしつけられたら100万円★
- 一ヶ月連続チャレンジ ダイエットみんなで150kgやせたら100万円
- 一ヶ月連続チャレンジ 小学生30人31脚50m走10秒切れたら100万円

### 耐久チャレンジシリーズ
50人（50組）前後の挑戦者が会場に集まり、シグナルスタートと同時にお題の姿勢を取る。以後時間切れまでずっとお題の姿勢を保つことができれば100万円獲得。途中、疲労などにより姿勢を崩すとその時点で失格。脱落者が続出し最終的に1人（1組）になっても、あくまで制限時間を消化してお題の姿勢を保てなければクリアとはならない。設定時間経過時に複数の挑戦者が残っていた場合は、時間無制限のサドンデス突入となり、最後まで残った1人（1組）が100万円獲得となる。大食いの場合、食べ残しの一番少ない挑戦者1人（1組）が100万円獲得となる。同じ競技への複数回参加のみならず、複数の耐久競技に参加する挑戦者も見られた。
断食耐久については、チャレンジャーの健康状態を考慮し、規定時間を設け、それでも1人にならなかった場合は、複数のWINNERを認定し100万円を贈呈した。健康チェックもあり、体調が悪くなりドクターストップがかかれば失格。
ポーズの耐久に関しては必要な体の個所が簡単に外れる紐のようなもので繋がれた状態で行われ、それらが外れるか転倒した時点で失格となる。
- 100万円山分けチャレンジ6時間耐久マラソン★
- 山登り耐久 12時間歩き続けられたら100万円＜雪山バージョン＞★
- 16時間耐久 胴上げし続けたら100万円★
- 12時間耐久 大食いファミリーレストラン客と同じもの食べ続けたら100万円★
- 12時間耐久 鬼ごっこ 逃げ切れたら100万円★
捜索隊のメンバーは変わっていたが[注 70]捜索隊長は一貫して南原が務め、松尾伴内も捜索隊員として登場、「コツコツ松尾」と呼ばれる。
また、これの変則版として「6時間以内にナンチャンを捕まえたら100万円」というチャレンジも行われた。なお、複数人が逃走成功した場合は最も早くスタート地点まで戻ってきた1人だけが100万円獲得となる。
- 12時間耐久 登り棒ぶら下がり続けたら100万円★
- 48時間耐久・72時間耐久 眠らなかったら100万円★
挑戦者1人あたり1組の布団が敷かれた大部屋の中で大人数で行う。途中で大学の講義が行われたり、字幕が入っていない外国語の映画を見させられたり、読経を聞かせられたりと眠気を誘う様々なトラップが仕掛けられていた。なお、寝ていると思われた時点で判定員が近くに行って指でカウントを行い、その後3カウント以内にファイティングポーズをとれなければ失格となる。活動できる範囲は一部の例外を除き布団一枚分程度に限定されている。時間内に決着がつかない時のサドンデスでは、早く決着をつけるために枕を頭の下に敷き掛け布団をかぶって敷布団の上に寝るという状態で行われていた[注 71]。芸能人限定チャレンジも行われ、メディアガールズの夏目敦子が100万円を獲得した。また、カップルチャレンジや夫婦チャレンジも行われており、この場合は2人のうちどちらか1人でも寝たら脱落だが、もう1人が起こして構わない。さらに、酒を飲みながらの48時間耐久チャレンジも行われた。
- 芸能人限定 72時間耐久 断食し続けられたら100万円★
定期的に目の前に料理が配膳され、それらを口にせずに72時間断食し続けたらクリア[注 72]。食レポや目の前で作られる料理などのトラップに耐え続けなければならない。不眠耐久ではないので、途中に就寝時間は設けられている。72時間の終了時に3人が残っていたためにサドンデスが行われたが、1人はサドンデスを辞退してギブアップし、残った2人が80時間耐え抜いて2人同時に100万円を獲得した。最後に配膳されたのは挑戦者の身体状況を考慮してかお粥であり、80時間達成後には口にすることができた。
- お子様限定 6時間寝ないで起きていられたら100万円★
小学生の兄弟や姉妹の2人1組で挑戦。通常版と違い、どちらか1人が起きていればOK。最後まで残った兄弟は、2人が交互に寝て体力を温存していた。
- 6時間耐久 「シェー」し続けたら100万円★
- 6時間耐久 「クエッ」し続けたら100万円★
- 6時間耐久 逆上がりし続けたら100万円★
鉄棒の上で基本姿勢の「つばめ」の状態でスタート。1分ごとに合図の太鼓が鳴り、鉄棒から落ちずに空中逆上がりを1回する。これを6時間続けられたらクリア。空中逆上がりが成功せずにぶら下がった状態になっても、そこから腕の力だけで体を持ち上げて逆上がりができればOK。鉄棒から手が離れて地面に足がついたり、次の合図の太鼓が鳴るまでに逆上がりができないと失格。開始時（0分経過時）も太鼓が鳴るがこれは合図とはみなされず、1分経過後から鳴る太鼓が逆上がりの合図となる。
この企画では360回目、すなわち6時間経過時の太鼓の合図での逆上がりを成功して初めてクリアとみなされる。よって、鉄棒の上での耐久時間はわずかだが6時間より長い[注 73]。
- 6時間耐久 立ち泳ぎし続けたら100万円★
- 水上6時間耐久 立ち続けたら100万円★
埼玉県秩父市の秩父ミューズパークの波の出るプールで開催。番組特製サーフボードの上に、6時間立ち続けられたら100万円獲得。途中30分ごとに波が5分間発生する。発生する波は高さ30cmから始まり、1時間ごとに10cmずつ高くなっていく（5時間30分経過のラストに発生する波は高さ80cmとなる）。ボードに乗ったままなら、ペットボトルの水による水分補給は認められる。ボードから落ちたらその時点で失格だが、ボードに手をつくのは連続5秒以内ならOK。
- 8時間耐久 鉄棒の上にい続けたら100万円★
鉄棒の上に8時間いられたら100万円獲得。座る以外の体勢なら、ぶら下がってもよいし、上にうつぶせの体勢でいてもよい。鉄棒の上にいたままなら、途中で水分補給もできる。1997年の秋に開催したが、8時間で決着がつかずにサドンデスとなって16時間でも決着がつかず、健康面を考慮して2人とも100万円獲得となった。そのため、27時間TVで完全決着戦を実施したが、それが裏目に出てしまい16名のNo.1を産むことに。
- 8時間耐久 かかしのポーズし続けたら100万円★
- 8時間耐久 彼女を抱き上げ続けたら100万円★
- 6時間耐久 「命」のポーズし続けたら100万円★
番組最後の耐久チャレンジ競技。TIMのように頭を下げたり腕をピンと伸ばしたりする体勢である必要はなく、両腕を広げて片足を上げていればOK。
- 6時間耐久 サボテンし続けたら100万円★
- 寿司大食い耐久 24時間食べつづけられたら100万円★
最初は1皿、1時間後に2皿、2時間後に3皿・・・というように1時間ごとに1皿（2貫）ずつ増えていく寿司を食べていく。1時間経つまでに食べきれないと失格。出される寿司ネタは全て決められており、同じメニューに新たな1皿がどんどん追加されていく。1時間ごとに食べることになるので、チャレンジ中の24時間の間にまとまった睡眠をとることができない過酷さもある。食べきったあとは、次の寿司が出てくるまでに仮眠を取ったりゲームで遊んだりして時間をつぶしてもかまわない。また、食べた後や食べている最中に運動してお腹を減らすのもOK[注 74]。
- 海の家大食い耐久 24時間食べつづけられたら100万円★
夫婦やカップルなど、男女2人でチャレンジ。海の家で、最初はスイカ[注 75]、1時間後にスイカとフランクフルト、2時間後にスイカとフランクフルトと冷やしトマト・・・というように1時間ごとに出される食べ物が1品ずつ増えていき、1時間以内に2人で食べきるのを24時間続けらればクリア。出されるメニューは、スイカ・フランクフルト・冷やしトマトのほか、おにぎり、フライドポテト、ハンバーガー、ピザ（1切れ）、みそサザエ、海藻サラダ、カレーライス、ラーメンなど海の家でおなじみの食べ物。変則メニューとして、8時間目には湯豆腐、16時間目には激辛チゲ鍋が出された[注 76]。出される食べ物の量は1品ごとに1人前ずつだが、同じメニューをずっと食べ続けなければいけないことが意外と苦痛でチャレンジャーたちを大いに苦しめた。また、真夏の炎天下のビーチでのチャレンジで、24時間ずっと寝ずに食べ続けることも過酷だった。流し込むための飲み物や、熱くなった体を冷やすためのかき氷は、用意されているものをいくら消費してもOK。
- 山登り耐久 24時間歩き続けたら100万円★
休憩場所から決められたコースで山を登って降りて戻ってくるのを1時間ごとに24時間続けられればクリア。コースの途中で座って休憩するなどは自由だが、1時間の間に戻ってこれなければ失格。
- 団長旗持ち上げ続けたら100万円（チャレンジャー募集されたが実現はしなかった）
- 金網しがみつづけたら100万円（チャレンジャー募集されたが実現はしなかった）
- 全国三大都市耐久チャレンジ（大阪＝彼女抱き上げ。東京＝ロープぶら下がり。札幌＝鶴のポーズ）★
- 早食いバスツアー 完食できたら100万円★
観光バスに乗って料理が用意されたテーブルに着き、バスを降りて料理を完食してバス発車までに戻ってくる[注 77]のを全ステージクリアできたら100万円獲得。ほとんどのステージでは制限時間が5分だが、3分のステージもあった[注 78]。完食とタッチの差でバスが発車しても、バスの前に回り込んで立ちふさがりバスを停められれば乗せてもらえる。有名人からは松村邦洋、Take2が参加。当初のステージ全てを終えた時点で2人の一般挑戦者が残っていたためサドンデスを行い、早く完食してバスに戻った女性チャレンジャーに100万円が贈られた。
芸能人大会も行われたことがあり、同様に全ステージを終えた時点で生き残っていた山崎まさや（当時ジョーダンズ）と小原正子（クワバタオハラ）によるサドンデスが行われ、小原が100万円を獲得した。
- コミカルヒャックマン 笑わなかったら100万円（小学校で挑戦）★
コミカルヒャックマン（リーダー志村けん、雨上がり決死隊、ジョーダンズ、TIM、上島竜兵）が小学校低学年→中学年→高学年の順に児童の前でネタを披露し、最後まで全学年の児童が誰一人笑わなければクリア、途中児童が1人でも笑うとその時点で失格。

### 100問シリーズ
数十人が同時に挑戦。ある分野からクイズを1問ずつ出題。筆答で解答して、正解者は次の問題へ進めるが、不正解者はその場で退場（失格）していく生き残り方式。1問あたりの制限時間は10秒。100問全て正解すれば100万円獲得。当初は、解答を書くためのフリップが挑戦者1人1人の前に大量に積まれていたが、途中から消すタイプのボードに変更された。★は100万円獲得者が出たシリーズで、カッコ内は100万円獲得者が出たときの第100問の問題。
- 漢字読み書き100問 連続正解できたら100万円<ver1 - 2>★（書き問題：「つつが」なく）
100問シリーズの原点。初回の放送はチャレンジャー100人で行われたが、1問目で35人が脱落する波乱が起こり、クリア者が出る前に難易度ダウンを余儀なくされた珍しい競技。以降の放送ではチャレンジャーは50人となった。出題形式は単語1つだけが出るのではなく、例文形式で文章内の出題の言葉に「」がついている。例文の頭に「読み問題」「書き問題」と書いてあり、読み問題の場合は出題箇所が漢字で、書き問題の時は出題箇所がひらがなで書かれている。ver1でクリア者が出て、難易度アップのver.2では四字熟語の読み書きも出題範囲となった。
- イントロ100問 連続正解出来たら100万円★（私だけの天使～Angel～）
日本の歌謡曲のイントロを聞いて曲名を答える[注 79]。イントロは一度しか流れず、聞き直しは一切できない。20問ごとにイントロの流れる秒数が短くなっていき、61問目から80問目は2秒くらい、81問目からは1秒くらいしか流れなくなる。出題範囲となる曲の基準は非公表だが、米米CLUBの『sure danse』、森口博子の『スピード』、猿岩石の『コンビニ』、稲垣潤一の『バチェラー・ガール』なども出題されていたことから、オリコンチャートの最高順位が30位以内の曲が出題範囲と推測される。ただ、加山雄三の『お嫁においで』などオリコン開始前に発売された曲も出題されていた。
イントロクイズあるあるで、歌詞は出ても曲名が出なかったり、同じアーティストの別の曲と間違えたりしてしまう誤答が多かった。
- ディズニー100問 連続正解出来たら100万円
大型ビジョンに映し出されたディズニーのキャラクターを見て名前を答えるのが主な出題で、ときどきキャラクターの設定問題[注 80]や、ストーリーの展開[注 81]を答える出題もあった。
- アニメキャラクター100問（第1回～第3回）・アニメ100問（第4回～第5回）・SUPERアニメ100問（第6回～第9回） 連続正解できたら100万円★（第3回：クララ・ゼーゼマン（『アルプスの少女ハイジ』）、第7回：ヒョウタンツギ（手塚治虫アニメ）、第9回：ザ・ドラえもんズ全員（『ドラえもん』）
画面に映し出されたアニメキャラクターなどの名前を答えていく。キャラクター名は本名で答えなければいけない[注 82]。本名は、どれだけ長くても設定上のフルネームを正確に答えなければならず、『ベルサイユのばら』のキャラクターは長い名前の難問としてよく出題されていた。また、異世界から来た魔女っ子は、人間名でなければいけない[注 83]。出題画像が変身前ならば変身前の名前[注 84]、変身後ならばその名前[注 85]を答えなければならない。漢字部分をひらがな・カタカナで解答しても正解となるが、漢字の誤記[注 86]や仮名遣いのミス[注 87]は不正解となる。名前の一部しか設定が存在しないようなキャラクター[注 88]はそれを書くだけで正解になるが、フルネームが存在しないことは出題時には明かされないため、自分で考えて一部のみの解答にとどめる必要がある。
複数のキャラクターが同時に映される出題形式[注 89]もあり、その場合は全員の名前を答えなくてはならないが、どのキャラクターが誰かまで解答する必要はない[注 90]。
後半の出題には、原作の漫画作品には一切登場しないアニメオリジナルキャラ[注 91]、名字や愛称はとても有名だがフルネームがほとんど出てこないキャラ[注 92]が出題されるケースも多く、挑戦者たちを苦しめた。また、出題は画像が表示されるのみで、作品名などその他のヒントは一切与えられないため、『タイムボカンシリーズ』など似ているキャラクターが多い作品群では見分けがつくかどうかも重要なポイントであった。
キャラクター名を聞かれた問題で声優名を一緒に書くなど、問題では聞かれていない事柄を解答とともに記述する挑戦者も少なからずいたが、ここが間違っていた場合の処遇は不明[注 93]。また、どうしても答えがわからない場合は、宣伝・コメント・残っている解答者や知り合いへのメッセージなどを書いて脱落する挑戦者も多かった。
第1回にはゲスト解答者として、タレントの西村知美、声優の平野正人と萩森侚子が出場[注 94]し、第2回には声優の神谷明と宮村優子が出場[注 95]した。第3回以降は、ゲスト解答者は不在。
第3回では、第1回で解答者だった西村知美がVTRで出題者として登場。西村が出題した問題[注 96]はなかなかの難問もあって挑戦者たちを苦しめたが、見事に100万円獲得者が現れた。100万円獲得者がスタジオに登場して勉強用の資料を見せると西村知美が興味津々となり、南原に「スタジオがコミケと化しました!」と言わしめるほどの盛り上がりを見せた。
第4回以降は、キャラクターだけでなくメカニックや道具・武器や必殺技の名前も出題された。道具や武器も、キャラクターと同様に俗称ではなく正式名称を答えないと不正解となる[注 97]。第6回以降は、主題歌イントロ[注 98]、声優名[注 99]、BGM[注 100]、セリフ[注 101]も出題されるなど出題範囲がどんどん広がっていった。
出題範囲が広がった第7回と第9回にも100万円獲得者が誕生し、歴代で3人が100万円獲得となった。奇しくも、100万円を獲得した3人は、第3回で残り1人を争って残った3人だった[注 102]。
- アニメ名場面100問 連続正解できたら100万円
- ドラえもんのこと100問 全部答えられたら100万円★（未来ののび太の部屋は何階の何号室？）
ドラえもんのアニメや映画で登場した道具やキャラクター、ストーリー展開などを答える。アニメキャラクター100問と同じく、正式名称で答える必要がある。出題時に表示される映像や画像はアニメ及び映画のものだが実際の出題範囲はてんとう虫コミックスの原作マンガ（大長編も含む）に掲載されているもののみで、アニメや映画において原作から変更された箇所は出題されない。当初は小学生限定であり、小学生限定のときは100万円獲得者はなく、参加をオープン化した放送3週目で100万円獲得者が出た。また、クイズの中にはドラえもん（大山のぶ代の新録音声）が直接出題するものもあった。
このチャレンジは下平さやかアナウンサーが担当し、番組史上初の女性アナウンサーが実況を担当するチャレンジでもあった。
- クレヨンしんちゃんのこと100問 全部答えられたら100万円
- 小学生限定 なぞなぞ100問 全部答えられたら100万円★（前のもののしっぽが頭になるトリは何？）
- 女子高生限定
  - 国語100問 連続正解できたら100万円
  - 歴史100問 連続正解できたら100万円
  - 社会100問 連続正解できたら100万円
  - 一般常識100問 連続正解できたら100万円
- 公開直前!スター・ウォーズスペシャルスターウォーズ100問 連続正解できたら100万円★（エピソード4でのレッド中隊の報告順）
1999年のエピソード1公開に合わせて1回のみ開催された。出題は1999年当時までに公開されていた旧三部作からがメインであったが、当時はまだ日本公開前だったエピソード1からの出題[注 103]もあった。キャラクター名やストーリー展開のみならず、俳優の名前やBGM、果てはタイトル画面やエンディング画面に至るまで幅広く出題された。会場には100万円を頭にくっつけたR2-D2がいた[注 104]。デーブ・スペクターが解答者として挑戦していたが、第4問「ハン・ソロ」で「ハンズ・ソロ」と解答し[注 105]、あっという間に失格となった。
なお、当該放送回ではイライラ棒のスターウォーズ版のコーナーも行われている。
- ワンちゃん100問 連続正解できたら100万円
成犬を見て犬種名を答えていく。大型モニターに映し出されるほか、スタジオにワンちゃんが登場する場合もある。第80問に、変則的な出題形式で映画「南極物語」に登場する2匹の犬の名前を答える問題があった[注 106]。
- 健康100問 連続正解できたら100万円
大型モニターに映し出される、健康グッズや健康食品の名前を答える。
- 特撮ヒーロー100問 連続正解できたら100万円★（薩摩次郎（ウルトラセブン））
アニメキャラクター100問と同様に、大型ビジョンに映し出された特撮ヒーロー番組のヒーローやキャラクターや怪人の名前を答える。怪人は完全な正式名称を答える必要はないが[注 107]、1つに特定できる名前で答える必要があり、バルタン星人の場合は初代以外は「Jr（ジュニア）」や「何代目」まで答えないといけなかった[注 108]。ヒーローの場合は、変身している姿は「ウルトラマンダイナ」や「仮面ライダーV3」はもちろん、戦隊ヒーローでも「ギンガレッド（星獣戦隊ギンガマン）」や「レッドレーサー（激走戦隊カーレンジャー）」などのヒーロー名を正確に答え、変身前の姿は「天宮勇介（超獣戦隊ライブマン）」や「丸尾桃（超力戦隊オーレンジャー）」などの人間名をフルネームで答えないといけない[注 109]。途中の第80問から第89問までは、ヒーローの一部分のドアップでの出題形式だった[注 110]。
1回目の開催では第70問「ロボペチャ（がんばれ!!ロボコン）」で全員脱落となったが、2回目の開催で100問全問正解者が現れた。
- 歴史上の人物100人の顔 連続正解できたら100万円★（楊貴妃）
大型ビジョンに映し出された歴史上の人物の顔写真や肖像画を見て、その人物の名前を答える。出題は肖像画や顔写真が1枚出るだけで、容姿以外に時代や国のヒントは一切ない。使われる肖像画や写真はその人物にとってメジャーなものが使われ、無名だった若いころの写真など顔のイメージがあまりに違う年代の姿のものは出てこない。解答はひらがなでもよいが、漢字の誤記は不正解となる。出題ジャンルは、文学者や作曲家まで出題範囲が広く、昔の時代の人に限らず現職の政治家など当時まだ存命だった人物[注 111]も出題された。日本人の場合は必ずフルネームで答えなければならないが、外国人の場合は慣習的に特定できればファミリーネームだけでもOK[注 112]。また、日本人でも屋号までは答える必要はない[注 113]。肖像画はそのままカラーで出題されていたが、写真や画像の場合は時代のヒントを与えないためかモノクロで出題された。
- 有名人100人の顔 連続正解できたら100万円★（中島らも）
大型ビジョンに映し出された有名人の顔写真を見て、名前をフルネームで答える。出される写真や画像は基本的にカラーだが、モノクロ写真のケースもある。出題範囲は、日本の俳優・タレントだけでなく映画監督やスポーツ選手、さらに海外の俳優と幅広い。また、存命の人物に限らず、長谷川一夫や市川雷蔵など当時すでに故人だった人物も出題された。漢字の誤記は失格となり、ひらがなでも正確な読みでないと不正解になる[注 114]。
梨元勝が解答者として複数回挑戦したが、田村亮子を愛称で答えたり、アジャ・コングを「ガジャ・コング」と間違えたりしてリタイアした。
- 有名人100人のパーツ 連続正解できたら100万円
「有名人100人の顔 連続正解できたら100万円」の派生版として放送された。有名人の体のパーツのドアップが映し出され、それが誰なのかをフルネームで答える。「有名人100人の顔」の後半に出題されるような知名度の低い人物は基本的に出題されない。出題のほとんどは目または口のアップだが、まれに頭の部分[注 115]や手の部分[注 116]も出題された。
- パパ抜打ちテスト小学生の問題100問 連続正解できたら100万円
企画を何も知らされずに小学生の子供とともにテレビ局に呼ばれた父親たちが、その場で企画を知らされて子供らが見ている前で100問に挑んだ[注 117]。出題範囲は小学校で習う全教科が対象で、最初は小学1年生の習う内容からだんだん学年が上がっていく出題形式になっている。第1問の「うまれる」の漢字と送り仮名を書く問題から早くも複数人の脱落者が出て、第18問の四分休符の記号を書く問題で大量31人が脱落して残り4人となったこともあり、第29問で残り1人となって、結局は第46問の「オホーツク海」を答える問題で全員脱落という結果になってしまった。
後に『ココリコミリオン家族』（テレビ東京）で同様の企画が行われた。
- 思い出のニュース50問 連続正解できたら100万円
高齢者2人1組[注 118]で挑戦。昭和時代[注 119]に日本で話題になったニュースの内容を問う問題が50問出題される。
- 名曲虫食い歌詞100問 連続正解できたら100万円
日本のヒット曲が流れると同時に、大型ビジョンにMVやレコードのジャケットを背景に歌詞の字幕が歌に合わせて出ていく。出題箇所に来ると歌を効果音で消しつつ字幕が「？」になるので、その部分の歌詞を答える。解答は「？」部分のみを一字一句正確に書かないといけない[注 120]。漢字指定はないので、ひらがなでもOK。問題になる箇所は長くても10文字くらいまでで、1番のサビなど曲の有名な部分からほぼ出題される[注 121]。
イントロ100問や有名人の顔100問などのように、100問全問正解者が出るまで続く人気企画になるポテンシャルはあったが、企画として始まったのが1999年秋で番組終了の半年ほど前だったこともあって、開催された3回の中で全問正解者は現れなかった。
- 外国人限定 日本のこと100問連続正解できたら100万円
「日本のこと」とあるが文章問題ではなく、画面に映し出された日本特有の物の名前を解答していく[注 122]。解答は日本語のみが認められ[注 123]、「提灯」を英語名の「paper lantern」と答えるなどは不可。日本特有のものは外国人にとってかなりの難問ぞろいであり、知っていたとしても日本人が英語のスペルミスをするような惜しい表記違い[注 124]での誤答も多く見られ、第51問「獅子舞」で全員脱落となった。1回実施して難しさが露呈したためか、1回しか行われていない。
- アイドル限定 一般常識100問連続正解できたら100万円

### 村ごと抜き打ちチャレンジシリーズ
番組末期のメイン企画の一つ。毎回ある村を訪れ、その場で発表された内容の競技に村民全員で協力して挑む。この企画では賞金は200万円となっていた。
- 村ごと抜き打ちチャレンジ タタミ1000畳集められたら200万円★
- 村ごと抜き打ちチャレンジ 表彰状1000枚集められたら200万円★
- 村ごと抜き打ちチャレンジ 4000m白線流しゴール出来たら200万円★
- 村ごと抜き打ちチャレンジ カラオケで100点出せたら200万円
- 村ごと抜き打ちチャレンジ クイズ100問みんなで連続正解できたら200万円
- 村ごと抜き打ちチャレンジ 本ドミノ並べて倒して200万円

### 300万円バージョンシリーズ
- （スーパー/ファイナル）イライラ棒 完全攻略できたら300万円（スペシャルのみ）
- 100発100中できたら300万円（フリースロー編）

### プロスポーツ選手チャレンジ
特番専用競技で、野球など、さまざまなプロのスポーツ選手が協力して挑む。
- プロスポーツ選手ドッジボール小学生日本一に勝てたら100万円
- プロスポーツ選手チャレンジ全員がクリアできたら100万円

### 芸能人チャレンジ
ただし、カラオケ・イライラ棒は除く。
- 芸能人チャレンジ48時間耐久眠らなかったら100万円〜酒飲みVersion〜
- 炎チャレトーナメント ウンナンに勝てたら100万円★
- スタジオゲストチャレンジ 早口ことば全員が言えたら100万円
- スタジオゲストチャレンジ ヒゲダンス加トケンに勝てたら100万円
- クイズ王に挑戦!1問でも正解できたら100万円★
3人のクイズ王と対決。チーム戦で、読み上げ形式の早押しクイズ10問のうち、芸能人チームが1問でも正解できたらクリア。誤答した場合は、その問題のチーム全体での解答権を失う。初回では、クイズ王チームが問題途中での早押しで誤答したことで芸能人チームが問題を最後までしっかり聞いて正解し、いきなり100万円獲得となってしまった。しかし、その後は全てクイズ王が勝利している。
- イントロクイズ王に挑戦!1問でも正解できたら100万円★
3人のイントロクイズ王と対決[注 125]。チーム戦で、イントロを聞いて早押しで答える。10問のうち、1問でも芸能人チームが先に答えられたら100万円獲得。ただ、芸能人も歌謡曲にはある程度の詳しさと強さがあり、2回開催した2回とも芸能人チームが1問正解を達成してしまっている。
- ダーツ王に挑戦!より中心に投げたら100万円
ダーツの日本チャンピオンと対決。ゲストらが1人1回ずつダーツを投げ、その中で最も中心に近いもの1本を残して、それを芸能人チームの記録とする。その後に日本チャンピオンが1本だけ投げて、より中心に近ければダーツ王の勝利、中心から遠かったら芸能人チームの勝利となる。2回開催され、どちらもダーツ王の勝利となっている。
- 卓球王に挑戦!1点でもとれたら100万円
- 72時間耐久 眠らなければ100万円★
- タレント&マネージャー抜き打ちタレントの事全部答えられたら100万円
- 江頭2:50を12時間以内に捕まえ切れたら100万円（沖縄県の瀬底島で行われた）

### ヒャックマンシリーズ
謎の組織に追われたある兄妹、身に残る財産100万円が奪われ、妹も奪われ、そして自分の命までも亡くした男、「使命は100万円を守ること」で男は悲壮な宿命を背負ってこの世に蘇る、その名は「ヒャックマン」。
上述の設定の元、スカイダイビングやカーレースなど、さまざまなスポーツでヒャックマンと勝負をし、勝てば100万円を獲得できる。ヒャックマンの正体は最終回までは不明だった。
ヒャックマンは相手との返事は必ず「ヒャーック」としかしゃべらない。成功者が現れなかった場合は、チャレンジャー大募集あるいは「次回のヒャックマンに乞うご期待!」もあった。
なお、ヒャックマンの妹役は有島モユがつとめていた。
- スカイダイビングでは頭や足につけられているカプセルを奪い取れば100万円★[注 128]
- カーレースでは、ヒャックマンカー[注 129]というものが登場し、その後ろについているスイッチ（2つ）を押せば緊急停止し、100万円獲得。なお、ヒャックマンをサポートするサポートカーも存在[注 130]し、ヒャックマンカーは安全上40キロの制限速度がある[注 131]。
- スケート対決では、ヒャックマンがコースを3周する前にカプセルを奪わなければならない。チャレンジャーは2人1組で参加し、待ち伏せや挟み撃ちもできる。
- ウォーター対決では、ヒャックマンから勝利すれば100万円獲得。
- モトクロス対決では、ヒャックサイクロンというマシンが登場し、チャレンジャーは後方50mから来るヒャックマンから逃げ切ればクリアだが、ヒャックマンがチャレンジャーのマシンを追い越せば、チャレンジャーのモトクロスマシンの後部についている火薬が爆発する。
- 剣道対決では、ヒャックマンから先に1本取れば100万円獲得。

また、スタジオの芸能人チームとのダーツ対決が行われた際には、ヒャックマン登場時に「以前に対決したダーツ王が入っているのでは」と疑われたが、その直後にダーツ王が登場して違う人物であると証明し、対決ではヒャックマンが見事に的の中心に当てて審判がいらないほどの文句なしの勝利を収め、何でもこなせることを証明して見せた。
ただ、「27時間チャレンジテレビ」の1コーナーで、ヒャックマンと芸能人チームがダーツ対決をしてどちらが勝利するかという予想クイズコーナーがあったが、このときはヒャックマンが敗北している。

## 1週だけの司会者交代劇
1999年3月16日放送の春の3時間スペシャルでの「炎チャレトーナメント ウンナンに勝てたら100万円」で、ウンナンに勝てたら100万円を獲得できるだけでなく1週のみ炎チャレ司会者に就任できるというチャレンジが行われた。結果、加藤と志村の加トちゃんケンちゃんチームが、相方の描いた絵を見て何を描いたか当て続ける対決でウンナンに勝利して100万円獲得。さらに、同年4月の2回目のレギュラー放送（同年4月13日放送）で司会者を務めた。番組のタイトルも「加トちゃんケンちゃんの 炎のチャレンジャー これができたら100万円!!」に変更され、ウンナンはゲストとして出演した。この回ではゲストチャレンジとして司会陣2人の持ちネタを応用した「早口言葉全員かまずにいえたら100万円（ドリフの合唱団ネタ）」や「ヒゲダンスでちゃんとグレープフルーツを剣に連続して刺せたら100万円」が放送された。エンディングでは全員で「いい湯だな（ドリフのビバノン音頭）」のサビを合唱して終了した。なお、この回は100万円獲得が4本という、レギュラー放送では最多の記録となった。

## 当番組から発展した特別番組
以下の2つは、番組終了後も、チャレンジの中から独立した番組として残っているもの。

### 小学生クラス対抗30人31脚
毎年全国大会が開催され小学生の間で恒例イベントになった。番組終了後も企画は残り、特番化され、毎年秋に実施されている。司会は初代のウッチャンナンチャンが1996年から2000年まで、2代目の加藤晴彦と優香が2001年から2005年まで、3代目としてV6の井ノ原快彦と小林麻央の2人が2006年と2007年に、4代目の松岡修造が2008年に担当した。2009年の大会をもって終了。

### カラオケ歌詞を見ず一曲完璧に歌い切ったら100万円
1999年12月18日から番組終了後以降も春・秋の改編期、年末年始などに「史上最強のメガヒット カラオケBEST100 完璧に歌って1000万円」として放送されている。ただし、挑戦者は全員芸能人のみとなり「炎チャレ」司会のウッチャンナンチャンは出演していない。2010年10月8日をもって終了した。

## スペシャル
スペシャル版のみ「これができたら1000万円」（復活特番は「これができたら2000万円」）がサブタイトルに付く。
1996年春：超豪華嵐の10連発スペシャル
4月2日に放送された番組史上初めての3時間スペシャル。当時行われていたスーパー電流イライラ棒の賞金もスペシャル限定で300万円にアップ。更に、生き残り方式でサイコロの出目を予想する（内村・南原どちらの目が出るか当て続ける）「幸運のサイコロ」が明治神宮球場で実施された。
ゲスト：加藤茶・中村玉緒・泉ピン子・篠原涼子・久本雅美・柳沢慎吾・飯島愛・池谷幸雄・蛭子能収・シェイプUPガールズ
| 順番 | チャレンジ名                                          | チャレンジ内容 | クリアーの有無 （○か×で表示） | 備考 |
| ---- | ----------------------------------------------------- | --- | ----------------------------- | --- |
| I    | たっとひとりでパーフェクトなお使いが出来たら100万円   | 4歳以下の子供限定のチャレンジ。制限時間10分以内に、指定された3つの商品を商店街で購入し戻ってくる。一度だけ母親の所に戻る事が出来る。 | ×                             | 芸能人大会として、当時プロ野球解説者となって間もない高木豊親子などが挑戦した。 |
| II   | セクシーアイドル限定・水中古今東西10個書けたら100万円 | 1〜20のパネルから好きなものを選び、そのお題にあてはまる回答を水中で10個書く。制限時間はないが、顔を水上に出したら失格。              | ○                             | 女性芸能人大会。当時シェイプUPガールズだった中島史恵や、レギュラーの飯島愛も挑戦し、シェイプUPガールズの梶原真弓が「寿司のネタ」のお題で100万円を獲得した。                                 |
| III  | 赤ちゃんハイハイママのところまで行けたら100万円       | 1歳以下の赤ちゃん限定チャレンジ。様々な障害を乗り越え、遠くで待つお母さんの元へ到達する。                                            | ×                             | 初の芸能人大会。トミーズ雅親子などが挑戦した。 |
| IV   | 10秒で泣けたら100万円                                 | 10秒以内で泣く。肉体的な刺激は禁止だが、気分を高める小道具は使用可能。                                                               | ×                             | 芸能人大会。収録時のゲストでもあった泉ピン子などが挑戦した。 |
| V    | 12時間耐久鬼ゴッコ逃げ切れたら100万円                 | 南原率いるサバイバル集団から、山奥の指定された空間内で12時間逃げ切る。                                                               | ○                             | 内村が初挑戦し、5時間41分の記録を作った。当チャレンジで初の100万円獲得者が現れる。 |
| VI   | 幸運のサイコロ最後まで当てたら100万円                 | 内村・南原の顔が描かれた巨大サイコロの出目を最後まで当て続ける。（確率各1/2）                                                        | ○                             | 神宮球場で行われ、1万人近くが参加し、ウンナンの手によって最初の第1投が行われ、最初の出目は南原の顔であった。                                                                                |
| VII  | カラオケ1曲完全に歌いきったら100万円                  | ランダムに選曲されるカラオケの歌詞を最後まで見ずに完璧に歌いこなす。                                                                 | ×                             | 芸能人大会。シャ乱Qのたいせーや、加藤や柳沢などのレギュラーゲストも参加した。 |
| VIII | 竜巻回転グルグル棒完全攻略できたら100万円             | 巨大な2つの部分で回転するグルグル棒を30秒間よけきる。ただし、15秒経つと、最下部の部分が逆回転を始め難易度がアップする。              | ○                             | ゲストチャレンジが行われ、篠原涼子などが挑戦し、池谷幸雄が100万円を獲得した。 |
| IX   | 回転寿司一周全部食べ切れたら100万円                   | 自分の目の前に流れてくる寿司を、ゲートをくぐる前に全部食べきる。                                                                     | ×                             | 芸能人大会。ザ・ドリフターズの高木ブーなどが挑戦した。 |
| X    | スーパー電流イライラ棒完全攻略できたら300万円         | イライラ棒を参照。 | ×                             | 特番でのイライラ棒の初チャレンジ。初の300万円に増額され、以降のスペシャルでも恒例となった。トップバッターの蛭子能収がナンチャンカーブひねりを突破し、このチャレンジ内での最高記録となった。 |

1996年秋：超豪華嵐の10連発スペシャル
10月8日放送。スタジオセットを一新、ファイナル電流イライラ棒が初登場した。スーパー肝試しに、芸能人が鬼役で登場するようになり、記念すべき最初の芸能人は内村だった。「幸運のサイコロ」には、ミスターXとして加藤も登場し、加藤も含めた3択で予想するルールで行われた。平均視聴率は17.1%（ビデオリサーチ関東地方調べ）。
ゲスト：加藤茶・久本雅美・柳沢慎吾・飯島愛・池谷幸雄・定岡正二・シェイプUPガールズ・佐伯伽耶・三井ゆり・川合俊一
| 順番 | チャレンジ名                                                  | チャレンジ内容 | クリアーの有無 （○か×で表示） | 備考 |
| ---- | ------------------------------------------------------------- | --- | ----------------------------- | --- |
| I    | ターザンロープがっちりつかんで100万円                         | 番組開始当初行われたチャレンジを2人1組のチャレンジとして復活。 | ○                             | 芸能人やスポーツ選手も多数参加し、当時巨人軍の選手だった屋鋪要が100万円を獲得した。 |
| II   | ひらひらペーパーはしでキャッチできたら100万円                 | スタジオの天井から落とされる小さなペーパーを大きな箸だけで3枚連続でキャッチする。 | ×                             | ゲストチャレンジが行われ、定岡正二のみが2枚目までクリアーした。 |
| III  | スーパー肝試し泣かずにゴールできたら100万円                   | 兄弟・姉妹で参加する。制限時間15分以内に鍵を手に入れ、研究所内に眠る内村博士を見つけ、「ナンバラバランバ」という呪文を唱えて復活させる。兄弟のどちらかが泣いた時点で失格となる。                                 | ○                             | 内村が妖怪役かつ人質役として出演した。 |
| IV   | たったひとりでパーフェクトなおつかいが出来たら100万円VER.3    | VER.3となり、制限時間10分以内は変わらないが、持っていくお金が3000円にアップし、カメラ屋とクリーニング屋がクリアー用件に加わり、そこで自分の名前と電話番号を言える事がクリアーの条件となり、難易度が増した。      | ×                             | 前回のスペシャルで100万円を獲得できなかった、高木豊親子がリベンジ参戦をしている。 |
| V    | オヤジのおつかいパーフェクトにできたら100万円                 | 「パーフェクトなおつかい」の父親版。夫婦2人でチャレンジし、指定されたCD3枚をCDショップで制限時間以内に購入して子供の元に戻ってくる。                                                                             | ×                             | |
| VI   | 幸運のサイコロ最後まで当てたら100万円                         | 内村・南原・ミスターX（加藤）の顔が描かれた、幸運のサイコロの出目を最後まで当て続ける。（確率各1/3） | ○                             | 横浜アリーナで1万人が参加した。新たな出目として、ミスターX（加藤茶）が加わった。参加者は入場するまでミスターXが誰かは知らされていなかった。最後の一人が100万円を獲得するまで、何度でもやり直しをするルールとなっていたため、1、2回目は最後のチャレンジャーが出目を当てられなかったため、最初からチャレンジのやり直しが2回行われている。 |
| VII  | グラグラブロック跳んで積んで100万円                           | 二人一組で挑戦する。数種類用意されたブロックの中から好きなものを選び、一つずつ積み重ねて、その上にもう一人のチャレンジャーが飛び乗っていく。最後に飛び上がって天井に吊るされた100万円を取る事が出来れば100万円。 | ×                             | ゲストチャレンジが行われたが、達成者は現れなかった。 |
| VIII | セクシーアイドル限定・水上グラグラブロック跳んで積んで100万円 | 七番目に行われたチャレンジのグラビアアイドル版。 | ×                             | |
| IX   | 12時間耐久鬼ゴッコ逃げ切れたら100万円                         | 静岡県の御殿場の山奥で、南原率いる鬼達から12時間逃げ切る。 | ×                             | |
| X    | ファイナル電流イライラ棒完全攻略できたら300万円               | イライラ棒を参照。 | ×                             | ファイナル電流イライラ棒がこの特番で初公開となり、ゲストチャレンジが行われ、賞金は300万円に設定。久本雅美が、この時点での芸能人レコードホルダーとなっていた。 |

1997年元日：超豪華お正月10連発スペシャル
1月1日放送、ウンナンが松井秀喜選手と野球対決。また番組の人気企画をリメイクした台湾のバラエティ番組へ歴代の高記録者や柳沢が殴り込んだ。台湾版イライラ棒は「ウルトラ電流イライラ棒」に近いコースで（台湾では『紅白勝利』というライセンス番組）、しかも登場初日であったが、日本側の初代イライラ棒を攻略した挑戦者によって即日攻略されてしまった。スーパー肝試しは織田無道が特別出演。
1997年春：超豪華花の10連発スペシャル
3月25日放送、ファイナル電流イライラ棒陥落。ゲストチャレンジで加藤があと3センチで300万円獲得できる好記録を出した。スーパー肝試しの鬼役として久本雅美が出演。スペシャル前に「幸運のサポーター」のチャレンジャー募集があり、その模様が今回のスペシャルにて放送予定だった、実際のは放送時間に入りきらなかったため、当日には放送されず、後日の1997年4月29日のレギュラー放送で、「幸運のサポータースペシャル」と題し、1時間での特番として放送された。好評を受け、同年秋には横浜アリーナに会場を移し10月の特番及び11月の「熱血27時間!炎のチャレンジ宣言」のオープニング企画としても行われた。
| 順番     | チャレンジ名                                                                  | チャレンジ内容                                                                                          | クリアーの有無 （○か×で表示） | 備考 |
| -------- | ----------------------------------------------------------------------------- | --- | ----------------------------- | --- |
| I        | ドラマ名場面完璧に演じきったら100万円                                         | 映画「マルサの女2」の一場面のセリフを全て暗記し、二人一組で完璧に演じきる。                             | ×                             | 内村が映画内での三国連太郎役を演じる挑戦者を狙う狙撃者役として出演、またチャレンジャーごとにゴルゴ13・サザエさん・バカ殿様などに扮装を変えていた。 |
| II       | 女性限定回転ケーキ一周全部食べ切れたら100万円                                 | 目の前に流れてくるケーキ20皿をゲートを通り過ぎる前に全て食べきる。飲み物はアイスティー1杯しか飲めない。 | ×                             | 女性芸能人大会。当時C.C.ガールズだった青田典子などが挑戦した。 |
| III      | 12時間耐久鬼ゴッコ逃げ切れたら100万円                                         | 南原率いる鬼達から、山奥の中の指定された範囲で12時間見つからずに逃げ切る。                              | ○                             | 4度目の開催となり、猿岩石の二人も参加していた。当チャレンジ初の2人達成者が出た。 |
| V        | タレント＆マネージャー抜き打ちチャレンジ・タレントの事全部答えられたら100万円 | 放送時のゲストのその担当マネージャーに対して、ゲストに関する同じ質問をし、10回連続で正解する。          | ×                             | 森脇健児がマネージャーに一本毛と言われた。 |
| VI       | セクシーアイドル限定 水上ウルトラ大斜面登りきれたら100万円                    | 巨大プールに設置された2段階の角度のある斜面を登りきる。制限時間なし。                                   | ×                             | 藤崎奈々子や坂木優子など当時のグラビアアイドルが多数挑戦した。 |
| VII      | ファイナル電流イライラ棒完全攻略出来たら100万円                               | イライラ棒を参照。                                                                                      | ○                             | コーナーとしては通算22回目の放送。このスペシャルで59秒の記録とイライラロボが25秒でクリアーされ、ファイナルイライラ棒は陥落した。 |
| VIII・IX | スーパー肝試し泣かずにゴールできたら100万円                                   | 制限時間15分で様々な恐怖を乗り越えて鍵を入手し、洋館に眠る美人女性を救出する。                          | ○                             | 久本が妖怪マチャミとして参加した。 |
| X        | ファイナル電流イライラ棒完全攻略できたら300万円                               | イライラ棒を参照。                                                                                      | ×                             | LAST BATTLEと題して、賞金を通常の3倍の300万円に設定。トップバッターで挑戦した加藤茶が陥落まであと3cmの所まで迫り、最後のチャレンジにして芸能人レコードホルダーに上り詰めた。番組最後で「…そして地球は救われた」とテロップが出た直後に、円盤が地球に着陸準備をするVTRが流され、次期イライラ棒の登場を示唆していた。 |

1997年秋：超豪華嵐の大放出スペシャル
9月30日放送、スタジオセット一新、電流イライラ棒リターンズ期間中だが、今回のスペシャルでの出番がなし、そのあとは不定期に放送する。スーパー肝試しの鬼役として加藤茶が出演。
1998年元日：超豪華嵐のお年玉大放出スペシャル
1月1日放送、ウンナンが1000万円に挑んだが獲得賞金ゼロ。番組の冒頭からスーパーアニメ100問で100万円からスタートし、途中からオープニングタイトルCGをスタートする。また世界の炎チャレと題して、かつてのチャレンジを世界各国で行った挑戦状が放送された。スーパー肝試しの鬼役として柳沢慎吾が出演、耐久チャレンジでは「12時間耐久　登り棒しがみついてたら100万円」も放送された。
1998年春：空前絶後の大激突スペシャル
3月24日放送、ヒャックマンが炎チャレに初登場、誕生までのあらすじが放映される。また耐久チャレンジが3大都市同時開催される（北海道ではツルのポーズ、東京では登り棒、大阪ではカップル抱きつき。時間制限無しで、各地で最後まで生き残った1人に100万円、長期戦だったのは大阪のカップル抱きつきだった）。当初は「幸運のサポーター（第2回）」も放送する予定だったが、構成や放送時間枠の関係で翌月のレギュラー回に移行された。スーパー肝試しの鬼役として志村けんが出演。
1998年秋：史上最強の大激突スペシャル
9月15日放送、スーパー肝試しの鬼役として南原が出演、イライラ棒がイライラ棒USAとして復活。ヒャックマンがアメリカ上陸、「内村光良 5時間以内に捕まえたら100万円」が放送され、「踊る大捜査線」を真似した「内村大捜査線」という企画を放送する、本部の警察官にガッツ石松が出演した。
1999年元日：プロスポーツ選手大集結!!お年玉大放出スペシャル
1月1日放送、「100日連続チャレンジ 夜7時『いただきます』をし続ければ…」期間中だったため、そのチャレンジ中の家族の模様が冒頭で映し出された。今回のメイン企画は、スタジオやロケでスポーツ選手が挑戦状に挑んだ。また、「プロ野球のこと…」で全問正解で100万円ではなく、最後まで残った人にイチローからのプレゼントが贈られる「イチロー杯」が開催された。復活版を除くと、事実上最後の新春スペシャル。
1999年春：今世紀最強の大激突スペシャル
3月16日放送、炎チャレトーナメント（歴代の人気種目で戦う、ペア対抗トーナメント）で加藤・志村組がウンナンを倒し、ウンナン1回限定の司会陥落が決定した。
1999年秋：全国縦断宝捜し/スーパー肝試し
通常の放送の1時間で特別企画として2週間放送した。1週目は全国縦断宝捜し、2週目はスーパー肝試し。スーパー肝試しの鬼役には久本雅美・柴田理恵が出演。また、スーパー肝試しのゲストチャレンジが行われた。ゲストチャレンジでのルールは、泣かずにゴールではなく、ろうそくの火を消さずにゴール出来たら10万円獲得。
2001年1月：復活スペシャル2001
1月2日放送、番組終了以来1年ぶりの放送。日本国外まで行っての不眠耐久や、チャレンジャーが逃げる江頭を捕まえる企画があった。

## エンディングテーマ
- 忘れちゃうモン/篠原ともえ
- I LOVE YOU EVERYDAY & まな板に乗った恋/藤谷美和子
- LUV SIMULATION/J-TRAP.
- シャレになんない/鈴木紗理奈
- Mirage/ABYSS
- スター誕生⁉/808
- BEAT OF DESTINY/TWO-MIX

## スタッフ
- ナレーター：伊津野亮、森功至
- 構成：おちまさと、そーたに、高須光聖、中野俊成、堀田延、すずきB
- 技術：関口光男
- カメラ：福元昭彦、高橋政博、熱田大、伊藤博、加藤英昭、片平修巳、有泉重正、嘉村洋平（週替り）
- 音声：朱牟田真吾
- 映像：瀬尾直之、監物直（週替り）
- 照明：小松武久（毎週）、徳武道博、和田博、宮本博司、宇治あき子、市川一弘、牧戸亜樹、北村裕司、脇田雅夫（週替り）
- 技術アシスト：渡辺治（1996年4月-）、持田尚克（1996年6月11日-）、小菅由晶（1999年2月2日-）
- PA：加茂竜次（1998年11月-）、田村智宏（1999年2月2日-）、石渡洋志（1999年3月-）
- ロケ技術：中島浩司、近藤良弘（共に1996年10月15日-）
- 美術：綿貫冬樹（1996年7月-、以前はデザイン）
- デザイン：井磧伸介（1997年7月-）、小山晃弘（番組末期）
- 美術進行：宮内佳子、小島透、森つねお、判田浩（判田→1998年10月13日-）
- 大道具：後藤貴弘（1999年7月-）
- 小道具：市澤匡（1998年6月-）
- 電飾：橋口善徳（1999年5月-）
- 特殊効果：吉川剛史（1999年7月-）
- タイトル：安田達夫
- 装飾：岡林和史
- 効果：小沼圭、宮本陽一（TSP）
- CG：福田隆之（1998年10月20日-、1997年10月7日-1998年1月はデザイン）、木村啓作（1995年10月17日-1998年10月13日・1999年8月-）
- メイク：大の木ひで
- スタイリスト：中谷東一
- 広報：西村尚（番組末期）
- TK：多田羅英子
- VTR編集：岩立登志雄、中込智裕、中村仁志、上野譲（IMAGICA）
- MA：阿佐美茂樹（IMAGICA）
- 技術協力：スウィッシュ・ジャパン
- 音楽協力：テレビ朝日ミュージック
- 企画協力：マセキ芸能社 田村正裕（1999年4月6日-、以前は制作協力）
- 制作協力：NCV、NAVI
- アシスタントプロデューサー：中野光春（1997年10月7日-）
- ディレクター：長尾真、飯山直樹、奥田隆英、松本能幸（毎週）、山崎典昭、藤田賢城、貞松秀樹、竹谷和樹、小峰智、近藤暢久、狩野正明、斯波豊、長谷川栄治、木原猛、北村英樹（週替り）
- チーフディレクター：藤川克平（1999年4月6日-、1998年5月26日-1999年3月はディレクター）
- プロデューサー：澤將晃（1995年10月17日-1996年9月・1998年1月6日-1999年3月・2000年1月-、1996年10月15日-1997年12月16日・1999年4月6日-12月はチーフプロデューサー）、吉川昌克（1999年9月-、1996年10月15日-1997年9月9日はディレクター、1997年10月7日-1999年8月はアシスタントプロデューサー）、本居幸治（NCV）
- 制作・著作：テレビ朝日

### 過去のスタッフ
- 構成：豊村剛（1995年10月17日-1996年春SP）、水野しげゆき、島崎伸一（水野・島崎→1995年10月17日-1996年9月）
- カメラ：説田比登志、宮崎輝夫、小林俊明、夏目新、小池浩、西村和也、浅川英俊、林慶太郎、二瓶友美（週替り）
- 音声：小出雅三、倉野公嗣、奥田直樹、戸塚信也、長谷川泰裕、小池幸宏、川野奈巳（週替り）
- 映像：樋口勝也、戸塚信也、長谷川泰裕、小池幸宏（週替り）
- 照明：今野恒俊（毎週）、和田良雄、古田真司、小沢勝次、大野精一、高橋正彦、湯浅洋一、宮内貴生、瀬川正雄、鈴木昌平、鈴木聡、春山勝、佐々木靖（週替り）
- PA：横張史靖（1996年4月-1998年10月）
- 美術：宇家譲二（1995年10月17日-1996年6月）
- デザイン：村竹良二（1996年7月-1997年9月9日）、石井哲也（1998年2月-6月30日）、金澤弘道（1998年6月-2000年2月）
- 美術進行：宮内佳子（1995年10月17日-1996年6月）、小島透（1995年10月17日-）、工藤敦博（1996年7月-1998年9月15日）
- 電飾：田中孝夫（1995年10月17日-1996年10月15日）、森岡輝秀（1996年10月22日-1999年4月）
- CG：山本貴歳（1995年10月17日-1996年1月30日）
- 大道具：松野秀生（1995年10月17日-1996年6月）、松岡美都司（1996年7月-1999年3月）、田口泰久（1999年4月6日-6月）
- 小道具：石井周次（1995年10月17日-1996年2月27日）、長谷川剛（1996年3月5日-1998年6月）
- 特殊効果：渡辺佳紀（1995年10月17日-1996年春SP）、安田佳弘（1996年春頃-1999年6月）
- 広報：太田正彦（1995年10月17日-1997年1月21日・12月-1998年3月31日）、松本実希子（1997年1月28日-11月・1998年4月14日-1999年7月）、保坂正紀（1999年8月3日-番組末期）
- 技術協力：テレテック（1995年10月17日-1996年2月27日）、テイクシステムズ（1996年春SPのみ）
- アシスタントプロデューサー：池田慶介、愛甲俊二（NCV）（共に1995年10月17日-1996年春SP）、角田隆（1998年10月20日-1999年8月）
- ディレクター：武居康仁、小柴優、堤聰、小池正英、小久保佐和子、滝野一也、北村要（共に1995年10月17日-1996年9月）、栗林堅太郎（1995年10月17日-1997年9月9日）、河口勇治（1996年10月15日-1998年8月）、三木康一郎、纐纈勇人、小林周一、金子誠、小田切大樹、小野恭裕
- プロデューサー：板橋順二（1996年10月15日-1997年9月9日）、山本隆司（1997年10月7日-12月9日）
- プロデューサー・演出：平城隆司（1998年1月6日-1999年8月、1995年10月17日-1996年11月5日はチーフディレクター、1996年11月12日-1997年12月16日はプロデューサー・チーフディレクター）

## ネット局
| 放送対象地域  | 放送局           | 系列                          | ネット形態 | 備考               |
| ------------- | ---------------- | ----------------------------- | ---------- | ------------------ |
| 関東広域圏    | テレビ朝日       | テレビ朝日系列                | 制作局     |                    |
| 北海道        | 北海道テレビ     | テレビ朝日系列                | 同時ネット |                    |
| 青森県        | 青森朝日放送     | テレビ朝日系列                | 同時ネット |                    |
| 岩手県        | テレビ岩手       | 日本テレビ系列                | 遅れネット | 1996年9月まで      |
| 岩手県        | 岩手朝日テレビ   | テレビ朝日系列                | 同時ネット | 1996年10月開局から |
| 宮城県        | 東日本放送       | テレビ朝日系列                | 同時ネット |                    |
| 秋田県        | 秋田朝日放送     | テレビ朝日系列                | 同時ネット |                    |
| 山形県        | 山形テレビ       | テレビ朝日系列                | 同時ネット |                    |
| 福島県        | 福島放送         | テレビ朝日系列                | 同時ネット |                    |
| 山梨県        | 山梨放送         | 日本テレビ系列                | 遅れネット |                    |
| 新潟県        | 新潟テレビ21     | テレビ朝日系列                | 同時ネット |                    |
| 長野県        | 長野朝日放送     | テレビ朝日系列                | 同時ネット |                    |
| 静岡県        | 静岡朝日テレビ   | テレビ朝日系列                | 同時ネット |                    |
| 富山県        | 北日本放送       | 日本テレビ系列                | 遅れネット |                    |
| 石川県        | 北陸朝日放送     | テレビ朝日系列                | 同時ネット |                    |
| 福井県        | 福井放送         | 日本テレビ系列 テレビ朝日系列 | 遅れネット |                    |
| 中京広域圏    | 名古屋テレビ     | テレビ朝日系列                | 同時ネット |                    |
| 近畿広域圏    | 朝日放送         | テレビ朝日系列                | 同時ネット | 現：朝日放送テレビ |
| 島根県 鳥取県 | 山陰中央テレビ   | フジテレビ系列                | 遅れネット |                    |
| 広島県        | 広島ホームテレビ | テレビ朝日系列                | 同時ネット |                    |
| 山口県        | 山口朝日放送     | テレビ朝日系列                | 同時ネット |                    |
| 徳島県        | 四国放送         | 日本テレビ系列                | 遅れネット | [ 注 135 ]         |
| 香川県 岡山県 | 瀬戸内海放送     | テレビ朝日系列                | 同時ネット |                    |
| 愛媛県        | 愛媛朝日テレビ   | テレビ朝日系列                | 同時ネット |                    |
| 高知県        | 高知放送         | 日本テレビ系列                | 遅れネット |                    |
| 福岡県        | 九州朝日放送     | テレビ朝日系列                | 同時ネット |                    |
| 長崎県        | 長崎文化放送     | テレビ朝日系列                | 同時ネット |                    |
| 熊本県        | 熊本朝日放送     | テレビ朝日系列                | 同時ネット |                    |
| 大分県        | 大分朝日放送     | テレビ朝日系列                | 同時ネット |                    |
| 宮崎県        | 宮崎放送         | TBS系列                       | 遅れネット |                    |
| 鹿児島県      | 鹿児島放送       | テレビ朝日系列                | 同時ネット |                    |
| 沖縄県        | 琉球朝日放送     | テレビ朝日系列                | 同時ネット |                    |

なお、2005年から、ハワイの地上波放送局KIKU-TVで英語字幕付で放送されている（2009年現在放送継続中。現地時間金曜21:00 - ）。英語でのタイトルは、「炎のチャレンジャー」の直訳と言える"Challengers of Fire"。
ちなみに台湾では、緯来日本台にて、2007年まで「火焰挑戰者」というタイトルで放送されていた。